# Imperatori adottivi
All'interno della storia romana si definisce abitualmente età degli Imperatori adottivi (o Imperatori d'adozione, o età aurea dell'Impero romano) il periodo che va dal 96 (elezione di Nerva) al 192 (morte di Commodo), caratterizzato da una successione al trono stabilita non per via familiare, ma attraverso l'adozione, da parte dell'imperatore in carica, del proprio successore. Unanimemente considerata una delle età più splendenti della storia romana, l'età degli Imperatori adottivi ha fatto seguito ai travagli degli ultimi anni della Dinastia dei Flavi e ha preceduto il ritorno al principio dinastico con Commodo e la successiva guerra civile romana (193-197). Anche Commodo è incluso idealmente e il suo principato è considerato la conclusione degli Imperatori adottivi.
A volte, due dei cinque "buoni imperatori" del II secolo (Antonino Pio e Marco Aurelio, escludendo nei computi Lucio Vero, co-imperatore nei primi anni di Marco) vengono raccolti, assieme a Commodo, in una dinastia degli Antonini, che tuttavia non è una dinastia in senso stretto: gli imperatori infatti salivano al trono non in seguito alla loro parentela, ma in quanto scelti come successori dal loro predecessore, dal quale venivano formalmente adottati, poiché gli adottanti erano quasi tutti privi di eredi maschi.
Gli imperatori erano comunque imparentati tra loro più o meno alla lontana e questi legami familiari includono anche le famiglie di Traiano (della gens Ulpia) e di Adriano (della gens Elia). Questi ultimi erano parenti, rispettivamente zio e nipote, tanto da esser raccolti spesso in una prima dinastia denominata dinastia dei Nerva-Traiani, successivamente diventata Nerva-Antonini con l'adozione di Antonino Pio, il quale aveva una parentela lontana con Adriano. Marco Aurelio era il nipote di Antonino (Faustina maggiore, moglie di Antonino, era sorella del padre di Marco), che sposerà la cugina, figlia di Antonino stesso, Faustina minore. Lucio Vero, adottato con Marco da Antonino, sposò la figlia di Marco stesso, Annia Aurelia Galeria Lucilla, divenendone il genero. Commodo, infine, era il figlio naturale di Marco Aurelio.
Grande importanza ebbero le figure femminili: ascoltate consigliere di Traiano erano la moglie Plotina, la sorella Marciana (che alla sua morte venne divinizzata) e la figlia di costei, Matidia. Anche i legami familiari passarono spesso per la linea femminile, come nel caso del citato legame di Marco Aurelio con Antonino.

## Imperatori del periodo (96-192)

### Da Nerva a Adriano (96-138)
Il periodo che va dalla fine del I alla fine del II secolo è caratterizzato da una successione non più dinastica, ma adottiva, basata sui meriti dei singoli scelti dagli imperatori come loro successori.
L'Impero romano arrivò all'apice della sua potenza durante i principati di Traiano, Adriano, Antonino Pio e Marco Aurelio. Alla morte di quest'ultimo, il potere passò al figlio Commodo, che portò il principato verso una forma più autocratica e teocratica. Il potere delle istituzioni tradizionali si andò indebolendo e il fenomeno proseguì con i suoi successori, sempre più bisognosi dell'appoggio dell'esercito per governare. Il ruolo del Senato nei secoli successivi si ridusse progressivamente, fino a divenire del tutto formale. La dipendenza sempre più accentuata del potere imperiale dall'esercito condusse, nel 235 circa, a un periodo di crisi militare e politica, definito dagli storici come anarchia militare.

#### Nerva (96-98)

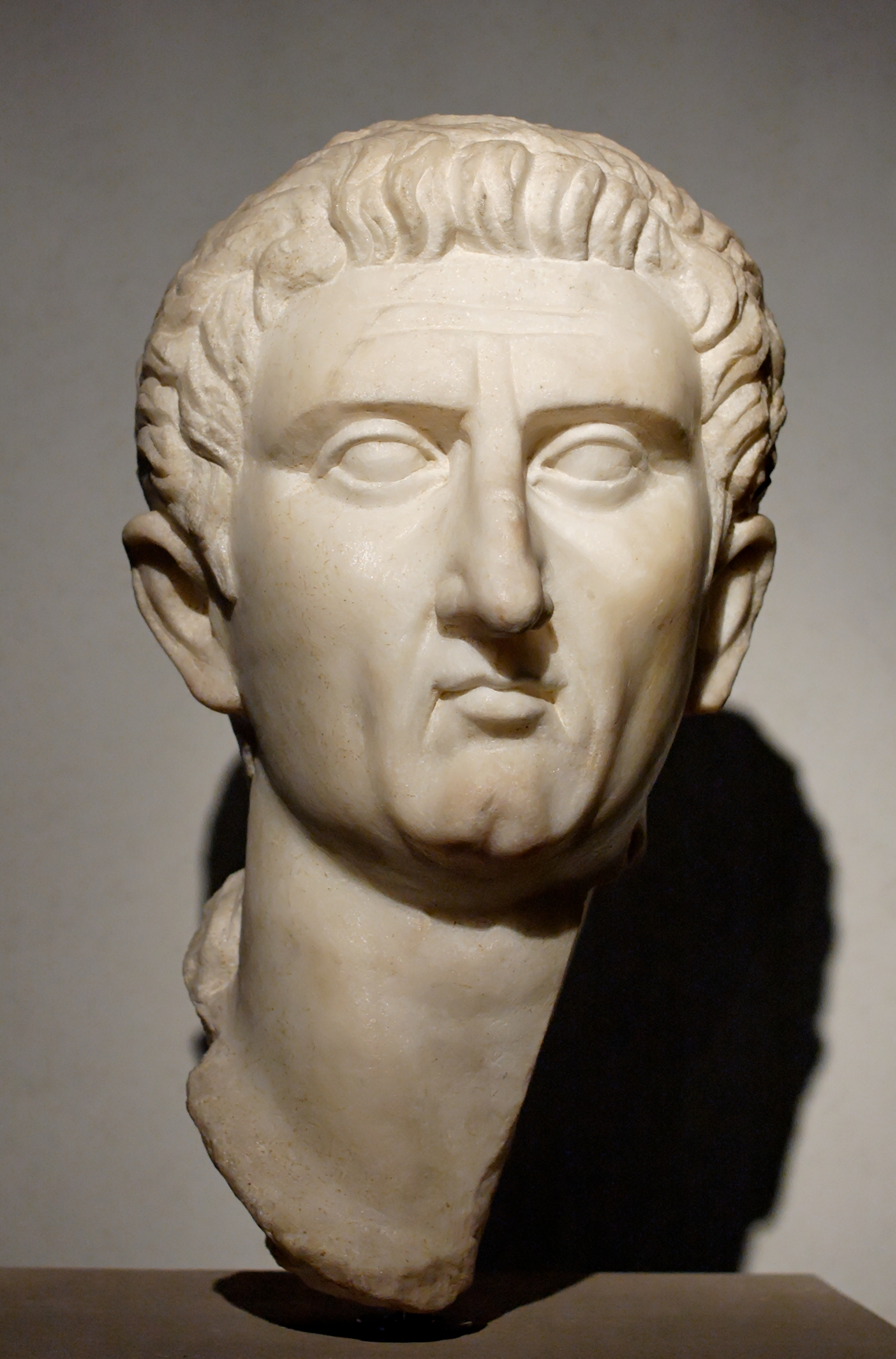
Busto di Nerva.

Marco Cocceio Nerva fu un aristocratico romano, divenuto poi imperatore. Era figlio di Cocceio Nerva, famoso giureconsulto, e di Sergia Plautilla, figlia del console Popilio Lenate.
Fu l'ultimo imperatore italiano sia di nascita che di famiglia. Nerva non aveva seguito l'usuale carriera amministrativa (il cursus honorum), anche se era stato console durante l'impero di Vespasiano nel 71 e con Domiziano nel 90.
Nerva era molto stimato come anziano senatore ed era noto come persona mite e accorta. Alla morte di Domiziano, Nerva acconsentì a divenirne il successore e fu acclamato imperatore in Senato da tutte le classi concordi sul suo nome.
Durante il suo regno, breve ma significativo, apportò un grande cambiamento: il "principato adottivo". Questa riforma prevedeva che l'imperatore in carica in quel momento dovesse decidere, prima della sua morte, il suo successore all'interno del senato. Questo faceva sì che i senatori venissero responsabilizzati.
| Titolatura imperiale  | Numero di volte | Datazione evento                                                                                       |
| --------------------- | --------------- | --- |
| Tribunicia potestas   | 3 volte:        | la prima volta (I) il 18 settembre 96, la seconda (II) 10 dicembre 96, la terza il 10 dicembre del 97. |
| Consolato             | 4 volte:        | nel 71, 90, 97 e 98.                                                                                   |
| Salutatio imperatoria | 2 volte:        | I (al momento della assunzione del potere imperiale) e una seconda (II) nell'ottobre del 97.           |
| Titoli vittoriosi     | 1 volta:        | Germanicus nell'ottobre del 97.                                                                        |
| Altri titoli          | 2 volte:        | Pater Patriae e Pontifex Maximus al momento della assunzione del potere imperiale.                     |

#### Traiano (98-117)
Nerva adottò un eminente personaggio militare, Traiano. Durante il suo principato l'Impero romano raggiunse la massima estensione territoriale (98-117), grazie alle campagne di conquista contro i Daci di Decebalo (101-106), e a quelle contro i Parti (114-117), con la creazione di cinque nuove province, una in Occidente (Dacia) e quattro in Oriente (Arabia, Armenia, Mesopotamia e Assiria).
Traiano si dedicò anche alla costruzione di numerose opere pubbliche, tra cui spiccano il porto di Traiano a Ostia e il Foro imperiale a Roma. Egli infatti predispose un piano regolatore per Roma, dove furono innalzati un nuovo foro con annesso un ampio mercato, opere ideate dall'architetto Apollodoro di Damasco. Furono costruiti inoltre un arco di trionfo, la basilica Ulpia, con ai lati due biblioteche (greca e latina), oltre a una colonna celebrativa, sulla quale sono rappresentate le vicende della conquista della Dacia. Importante al di fuori della città di Roma fu la costruzione della via Traiana che rappresentava una valida alternativa alla via Appia. Essa partiva da Benevento e passava per Canosa di Puglia, Bitonto ed Egnazia, fino a Brindisi. Sempre nell'ottica di migliorare le comunicazioni con l'Oriente, Traiano ordinò l'ampliamento del porto di Ancona.
Per il resto della storia dell'Impero Romano e per buona parte di quella dell'Impero Bizantino, ogni nuovo Imperatore dopo Traiano veniva salutato dal Senato con l'augurio: possa tu essere più fortunato di Augusto e migliore di Traiano (Felicior Augusto, melior Traiano!). In epoca medievale, si diffuse la leggenda secondo la quale papa Gregorio Magno, colpito dalla bontà dell'Imperatore, avrebbe ottenuto da Dio la resurrezione di lui per il tempo necessario a impartirgli il battesimo. Dante riporta questa leggenda nella Divina Commedia, ponendo Traiano in Paradiso, nel Cielo di Giove, e precisamente fra i sei spiriti giusti che formano l'occhio della mistica aquila.
| Titolatura imperiale  | Numero di volte | Datazione evento |
| --------------------- | --------------- | --- |
| Tribunicia potestas   | 21 volte:       | la prima volta (I) il 27 ottobre 97, la seconda (II) il 27 gennaio 98, la terza (III) il 10 dicembre 98, poi rinnovata annualmente ogni 10 dicembre fino alla ventunesima (XXI) del 116. |
| Consolato             | 6 volte:        | nel 91, 98, 100, 101, 103 e 112. |
| Salutatio imperatoria | 13 volte:       | I (al momento della assunzione del potere imperiale), II (101), III e IV (102), V (105) e VI (106), VII e VIII (114), IX, X e XI (115), XIII (116).                                      |
| Titoli vittoriosi     | 3 volte:        | Germanicus nell'ottobre del 97, Dacicus nel 102 e Parthicus nel 114. |
| Altri titoli          | 3 volte:        | Pater Patriae e Pontifex Maximus nel 98 e di Optimus Princeps nel settembre 114. |

#### Adriano (117-138)
|  |  |

A Traiano succedette il suo congiunto Publio Elio Traiano Adriano (117-138). Egli accrebbe i poteri del principe rispetto a quelli del senato e unificò la legislazione dell'impero. Negli anni del suo regno vi fu un periodo di pace, turbata esclusivamente dalla terza rivolta giudaica (132-135). Il regno di Adriano fu caratterizzato da una generale pausa nelle operazioni militari. Egli abbandonò le conquiste di Traiano in Mesopotamia, considerandole giustamente indifendibili, a causa dell'immane sforzo logistico necessario per far giungere rifornimenti a quelle latitudini. La politica di Adriano fu tesa a tracciare confini controllabili a costi sostenibili. Le frontiere più turbolente furono rinforzate con opere di fortificazione permanenti, la più famosa delle quali è il possente Vallo di Adriano in Gran Bretagna. Oltre a questa potenziò i confini tra Germania superiore e Rezia.
Il suo principato fu caratterizzato soprattutto per i suoi viaggi, nei quali percorse tutto l'Impero, non si occupò solo di questioni legate alla difesa dei confini ma anche di esigenze amministrative, edificazioni di edifici pubblici e, più in generale, di cercare di migliorare lo standard di vita delle province.
Al contrario di altri imperatori, che governarono l'impero senza muoversi praticamente mai, Adriano scelse un metodo di conoscenza diretta derivante dal ritenere ormai in atto un consolidamento della situazione interna, in quanto allontanarsi dalla sede del potere per periodi così prolungati presupponeva una certezza assoluta della tenuta del sistema. Un altro elemento era la curiosità propria del suo carattere e la propensione per i viaggi che lo accompagnò tutta la vita.
Adriano protesse notevolmente l'arte essendo egli stesso un fine intellettuale, amante delle arti figurative, della poesia e della letteratura. Anche l'architettura lo appassionava molto e durante il suo principato si adoperò per dare un'impronta stilistica personale agli edifici via via edificati. Villa Adriana a Tivoli fu l'esempio più notevole di una dimora immensa costruita con passione, intesa come luogo della memoria, intessuto di citazioni architettoniche e paesaggistiche, di riproduzioni, su varia scala, di luoghi come il Pecile ateniese o Canopo in Egitto.
Anche a Roma il Pantheon, costruito da Agrippa, fu re-instaurato, edificato nuovamente, sotto Adriano e con la forma definitiva che tuttora conserva (non fu semplicemente restaurato). La città fu inoltre ulteriormente arricchita di templi, come il tempio di Venere e Roma e di edifici pubblici. Sembra che spesso l'imperatore in persona mettesse mano ai progetti il che, secondo Cassio Dione Cocceiano, portò a un conflitto con Apollodoro di Damasco, architetto di corte ufficialmente investito dell'incarico progettuale.
| Titolatura imperiale  | Numero di volte | Datazione evento |
| --------------------- | --------------- | --- |
| Tribunicia potestas   | 22 volte:       | dal dicembre del 117 fino alla ventiduesima (XXII) del dicembre del 137.                                                  |
| Consolato             | 3 volte:        | nel 108, 118 e 119. |
| Salutatio imperatoria | 2 volte:        | la prima al momento della assunzione del potere imperiale nel 117 e la seconda nel 135 al termine della rivolta giudaica. |
| Altri titoli          | 2 volte:        | Pontifex Maximus al momento dell'assunzione del trono nel 117 e Pater Patriae nel 128.                                    |

### Antonini (138-192)
Fu Adriano a scegliere come successore, adottandolo, Tito Antonino (dopo la morte prematura di Elio Cesare), il quale era stato proconsole in Asia e che ricevette poi dal senato il titolo di Pio. Quando Antonino scomparve nel 161 la sua successione era già stata predisposta con l'adozione del genero Marco Aurelio Antonino, già indicato da Adriano stesso.
Marco Aurelio, che era stato educato a Roma secondo una cultura raffinata e bilingue (di sua mano è un trattato di meditazioni filosofiche in greco), volle dividere il potere col genero, di nove anni minore, Lucio Vero, già adottato da Antonino Pio. Con lui instaurò una diarchia, dividendo il potere e affidandogli il comando militare nelle campagne in Partia e in Armenia. Nel 169 Lucio morì e Marco Aurelio rimase l'unico sovrano. Scomparve nel 180 durante l'epidemia di peste scoppiata nel campo militare di Carnuntum, vicino all'attuale Vienna (Vindobona), durante le dure lotte contro i Quadi e i Marcomanni. Il principe-filosofo, che aveva cercato, ispirandosi ad Adriano, di presentarsi come un imperatore saggio e amante della pace, aveva paradossalmente trascorso tutti gli ultimi anni di governo in dure campagne militari, nell'affannoso compito di riportare la sicurezza nei confini dell'impero. Gli succedette il figlio Commodo, che cercò di imporre un'autocrazia ellenizzante, venendo eliminato da una congiura di palazzo nel 192.
Nonostante le prime avvisaglie della crisi, il periodo degli Antonini venne ricordato come un'epoca aurea, di benessere e giustizia rispetto alla grave crisi dei secoli successivi.

#### Antonino Pio (138-161)
Antonino Pio (138-161), capostipite della Dinastia degli Antonini, continuò la politica pacifica del predecessore, fu un saggio amministratore e riconfermò al senato le prerogative passate, tanto da meritarsi l'appellativo di Pio.

##### Adozione da parte di Adriano
Alla fine del 136 Adriano rischiò di morire per emorragia. Convalescente nella sua villa di Tivoli, scelse inizialmente Lucio Ceionio Commodo (conosciuto poi come Lucio Elio Cesare) come suo successore, adottandolo come suo figlio. Dopo una breve permanenza lungo la frontiera del Danubio, Lucio tornò a Roma ma si ammalò e morì di emorragia il 1º gennaio del 138. Il 24 gennaio Adriano scelse allora Aurelio Antonino come suo nuovo successore.
Dopo essere stato esaminato per alcuni giorni, Antonino fu accettato dal Senato e adottato il 25 febbraio. A suo volta, come da disposizioni dello stesso princeps, Antonino adottò il giovane Marco Aurelio (nipote di Antonino, in quanto figlio del fratello di sua moglie Faustina maggiore) e il giovane Lucio Commodo, figlio dello scomparso Lucio Elio Cesare.
La salute di Adriano continuava a peggiorare tanto da desiderare la morte anche se questa non arrivava, tentando anche il suicidio, impedito dal successore Antonino. L'imperatore, ormai gravemente malato, lasciò Roma per la sua residenza estiva, una villa a Baiae, località balneare sulla costa campana. Le sue condizioni però continuarono a peggiorare fino alla morte, che avvenne il 10 luglio del 138. Le sue spoglie furono sepolte inizialmente a Pozzuoli, per poi essere traslate nel mausoleo monumentale che egli stesso aveva fatto costruire a Roma. La successione di Antonino si rivelò ormai stabilita e priva di possibili colpi di mano: Antonino continuò a sostenere i candidati di Adriano ai vari pubblici uffici, cercando di venire incontro alle richieste del Senato, rispettandone i privilegi e sospendendo le condanne a morte pendenti sugli uomini accusati negli ultimi giorni di vita da Adriano. Per il suo comportamento, rispettoso dell'ordine senatorio e delle nuove regole, Antonino fu insignito dell'appellativo "Pio".
Uno dei primi atti ufficiali di governo (acta) fu la divinizzazione del suo predecessore, alla quale si oppose fieramente tutto il senato, che non aveva dimenticato che Adriano aveva diminuito l'autorità dell'assemblea e ne aveva mandato a morte alcuni membri. Fu forse questo l'atto che gli valse l'appellativo di Pius ("pio, devoto"), per la pietas filiale dimostrata nei confronti del suo padre adottivo e predecessore.

##### Principato
Ligio alla religione e agli antichi riti, nel 148 celebrò solennemente il novecentesimo anniversario della fondazione di Roma. Fu anche un ottimo amministratore delle finanze imperiali, lasciando ai suoi successori un patrimonio di oltre due miliardi e mezzo di sesterzi, segno evidente dell'ottima cura con cui resse le redini dello Stato. Continuò l'opera del suo predecessore nel campo dell'edilizia (furono costruiti ponti, strade, acquedotti in tutto l'impero anche se pochi sono i monumenti dell'Urbe da lui fatti costruire che ci sono giunti) e aiutò con la sospensione del tributo dovuto diverse città colpite da calamità varie (incendi: Roma, Narbona, Antiochia, Cartagine, terremoti: Rodi e l'Asia minore). Senza ridurre le spese per le province, aumentò quelle per l'Italia, a differenza del predecessore. Infine aumentò la distribuzione di sussidi, inaugurata da Traiano, alle orfane italiche, dette "Puellae Faustinianae" dal nome della moglie di Antonino, quando questa morì nel 141.
Notevole fu l'impronta da lui lasciata nel campo del diritto tramite i giureconsulti Vindio Vero, Salvio Valente, Volusio Meciano, Vepio Marcello e Diaboleno. Sotto il suo regno giunse a conclusione e ci fu il riconoscimento giuridico formale della distinzione tra le classi superiori (honestiores) e le altre (humiliores), distinzione espressa nelle diverse pene cui le classi erano soggette. Si nota la tendenza a sottoporre i ceti più umili della società, siano pure cittadini romani, a pene generalmente riservate in età repubblicana agli schiavi.
Riguardo infine alla politica estera vale la pena citare un passo della Historia Augusta secondo la quale:
(Historia Augusta, Vita di Antonino Pio, 9.)

##### Ultimi anni e morte di Antonino
Nel 156 Antonino Pio compì settanta anni. Godeva ancora di un discreto stato di salute, seppure avesse difficoltà a stare eretto senza utilizzare dei sostegni. Il ruolo di Marco cominciò così a crescere sempre più, in particolare quando il prefetto del pretorio Gavio Massimo morì, tra il 156 ed il 157. Egli aveva mantenuto questo importante ruolo per quasi vent'anni, risultando pertanto di fondamentale importanza con i suoi consigli su come governare. Il suo successore, Gavio Tattio Massimo, sembra non avesse lo stesso peso politico presso il princeps e poi non durò a lungo. Nel 160 Marco e Lucio furono designati consoli insieme, forse perché il padre adottivo cominciava a stare male. Antonino morì nei primi mesi del 161: due giorni prima della sua morte, che nei racconti della Historia Augusta fu "molto dolce, come il più tranquillo dei sonni", l'imperatore, che si trovava nella sua tenuta di Lorium, aveva mangiato formaggio alpino a cena, piuttosto avidamente. Vomitò nella notte e gli comparve la febbre. Aggravatosi il giorno successivo, il 7 marzo 161, convocò il consiglio imperiale (compresi i prefetti del pretorio, Furio Vittorino e Sesto Cornelio Repentino) e passò tutti i suoi poteri a Marco. Egli ordinò che la statua d'oro della Fortuna, che era nella camera da letto degli imperatori, fosse portata da Marco. Diede poi la parola d'ordine al tribuno di guardia, «equanimità». Poi si girò, come per andare a dormire, e morì all'età di settantacinque anni.
| Titolatura imperiale  | Numero di volte | Datazione evento                                                                                                  |
| --------------------- | --------------- | --- |
| Tribunicia potestas   | 24 anni:        | la prima al momento dell'assunzione del trono, rinnovata annualmente ogni 10 dicembre dal 138 al 161.             |
| Consolato             | 4 volte:        | nel 120, 139, 140 e 145.                                                                                          |
| Titoli vittoriosi     |                 | Germanicus nel 140/144 o nel 150 (?) e Dacicus nel 156/157                                                        |
| Salutatio imperatoria | 2 volte:        | la prima al momento della assunzione del potere imperiale nel 138 e la 2° nel 145 dopo una vittoria in Britannia. |
| Altri titoli          |                 | Pius e Pontifex Maximus nel 138; Pater Patriae nel 139.                                                           |

#### Marco Aurelio (161-180) e Lucio Vero (161-169)

##### Adozione di Marco Aurelio e Lucio Vero
Marco Aurelio fu adottato nel 138 dal suocero (e zio) Antonino Pio che lo nominò erede al trono imperiale. Dopo la morte di Antonino Pio, Marco divenne di fatto unico princeps dell'Impero. Il senato gli avrebbe presto concesso il titolo di Augusto e di imperator, oltre a quello di Pontifex Maximus, sacerdote a capo dei culti ufficiali della religione romana. Sembra che Marco dimostrò, almeno inizialmente, tutta la sua riluttanza a farsi carico del potere imperiale. Anche se non sembra mostrare affetto personale per Adriano nei Colloqui con se stesso, Marco lo rispettò molto e presumibilmente ritenne suo dovere metterne in atto i suoi piani di successione. E così, anche se il Senato voleva confermare solo lui, egli rifiutò di entrare in carica senza che Lucio ricevesse gli stessi onori. Alla fine il senato fu costretto ad accettare e nominò Lucio Vero Augusto. Questa era la prima volta che Roma veniva governata da due imperatori contemporaneamente.
In teoria i due fratelli, entrambi insigniti del titolo di Augustus, ebbero gli stessi poteri. In realtà Marco conservò una preminenza che Vero mai contestò. A dispetto della loro uguaglianza nominale, Marco ebbe maggior auctoritas (autorità) di Lucio Vero. Fu console una volta di più di Lucio, avendo condiviso l'amministrazione già con Antonino Pio, e solo Marco divenne Pontifex Maximus. E questo fu chiaro a tutti. L'imperatore più anziano deteneva un comando superiore al fratello più giovane: "Vero obbedì a Marco... come il tenente obbedisce a un proconsole o un governatore obbedisce all'imperatore".
Il governo congiunto e formalmente paritario, che durò dal 161 al 169, venne di fatto ripristinato. Più tardi si ebbero solo pochi e brevissimi periodi di questo genere di potere, come ad esempio quando governarono insieme Caracalla ed il fratello, Geta (nel 211), oppure durante i regni di Pupieno e Balbino (nel 238) o di Gallieno e Valeriano (dal 253 al 260). Solo in seguito venne creata una struttura di potere collegiale stabile che, inaugurata da Diocleziano con Massimiano (la Tetrarchia, nata negli anni 286-293), durò con alterne vicende, almeno a livello giuridico, fino all'ascesa di Giuliano (nel 361).

##### Principato
Marco Aurelio fu imperatore dal 161 sino alla morte, avvenuta per malattia nel 180 a Sirmio secondo il contemporaneo Tertulliano o presso Vindobona. Fino al 169 mantenne la coreggenza dell'impero assieme a Lucio Vero, suo fratello adottivo nonché suo genero, anch'egli adottato da Antonino Pio. Dal 177 associò al trono suo figlio Commodo. Considerato dalla storiografia tradizionale come un sovrano illuminato – il quinto dei cosiddetti "buoni imperatori" menzionati da Edward Gibbon – il suo regno fu tuttavia funestato da conflitti bellici (guerre partiche e contro le popolazioni germano-sarmatiche del nord), carestie e pestilenze. Marco Aurelio è ricordato anche come un importante filosofo stoico, autore dei Colloqui con sé stesso (Τὰ εἰς ἑαυτόν nell'originale in greco).
Il governo di Marco Aurelio e Lucio Vero è noto come un periodo di tolleranza ed efficienza, come quello dei predecessori tra gli imperatori adottivi.
Gli imperatori stabilirono la completa libertà di parola, come dimostra il fatto che un noto commediografo, un certo Marullus, fu in grado di criticarli senza subire ritorsioni. In qualsiasi altro momento, sotto qualsiasi altro imperatore, sarebbe stato giustiziato. Ma era un momento di pace e di clemenza e il biografo riporta che "Nessuno rimpiangeva i modi miti di Pio".
Marco Aurelio sostituì una serie di importanti funzionari dell'impero: Sesto Cecilio Crescenzio Volusiano, responsabile della corrispondenza imperiale, con Tito Vario Clemente. Quest'ultimo era un provinciale, originario del Norico, che aveva prestato servizio militare nella guerra in Mauretania. Recentemente, aveva servito come procuratore in cinque differenti province. Costituiva l'uomo adatto per affrontare un periodo di emergenza militare. Lucio Volusio Meciano, che era stato uno degli insegnanti di Marco Aurelio, era governatore della prefettura d'Egitto. Marco lo fece senatore, poi lo nominò prefetto della tesoreria (Praefectus aerarii Saturni) e poco dopo ottenne anche il consolato. Il figlio adottivo di Frontone, Gaio Aufidio Vittorino (padre dei futuri consoli di età severiana Gaio Aufidio Vittorino e Marco Aufidio Frontone), venne nominato governatore della Germania superiore.
Sul piano della politica interna, Marco Aurelio si comportò, come già Augusto, Nerva e Traiano, da princeps senatus, cioè "primo tra i senatori" e non da monarca assoluto, rivelandosi rispettoso delle prerogative del senato, consentendogli di discutere e di decidere su tutti i principali affari di Stato, come le dichiarazioni di guerra alle popolazioni ostili o i trattati con queste stipulati, ed anche sulle magistrature romane. Avviò anche una politica tendente a valorizzare le altre categorie sociali: ai provinciali fu reso possibile raggiungere le più alte cariche dell'amministrazione statale. Né ricchezza, né illustri antenati influenzarono il giudizio di Marco, ma solo il merito personale. Egli concesse cariche a persone che riconosceva come illustri eruditi e filosofi, senza guardare alla loro condizione di nascita. L'assetto amministrativo introdotto da Augusto quasi centocinquanta anni prima, che fino a quel momento aveva preservato l'Impero anche quando si erano succeduti imperatori dissoluti come Caligola e Nerone oppure in occasione della guerra civile del 69, era imponente e la sua classe dirigente cominciava ad acquisire piena consapevolezza del proprio potere.
Non riuscì a realizzare i suoi ideali stoici di eguaglianza e libertà perché l'esigenza di controllare le finanze locali lo portarono alla costruzione di una classe burocratica che presto volle arrogarsi diritti e privilegi e che si costituì quale classe chiusa. Trascorse, inoltre, molto del suo regno a difendere le frontiere. Tra le altre leggi proibì la tortura per i cittadini eminenti, prima e dopo la condanna, poi per tutti i cittadini liberi, come era stato in epoca repubblicana.
Come molti imperatori, Marco trascorse la maggior parte del suo tempo ad affrontare questioni di diritto come petizioni e controversie, prendendosi molta cura nella teoria e nella pratica della legislazione. Giuristi professionali lo definirono un "imperatore più abile nella legge" e "prudente e coscienzioso anche solo come imperatore". Egli mostrò uno spiccato interesse in tre aree del diritto: l'affrancamento degli schiavi, la tutela degli orfani e dei minori, e la scelta dei consiglieri cittadini (decuriones). Rivalutò la moneta da lui prima svalutata. Tuttavia, due anni dopo la rivalutazione, ritornò ai valori precedenti a causa della grave crisi militare delle guerre marcomanniche che affrontava l'impero.
In coerenza con lo stoicismo, filosofia contraria alla schiavitù, emanò norme favorevoli alla classe servile, estendendo le leggi già promulgate da Traiano, Augusto, Adriano e Antonino: ad esempio ribadendo il concetto di diritto di asilo (cioè l'immunità finché si stava in un determinato luogo) per gli schiavi fuggitivi (che potevano essere uccisi e puniti in ogni modo dal padrone) presso ogni tempio, e presso ogni statua dell'imperatore.

##### Successione di Marco Aurelio

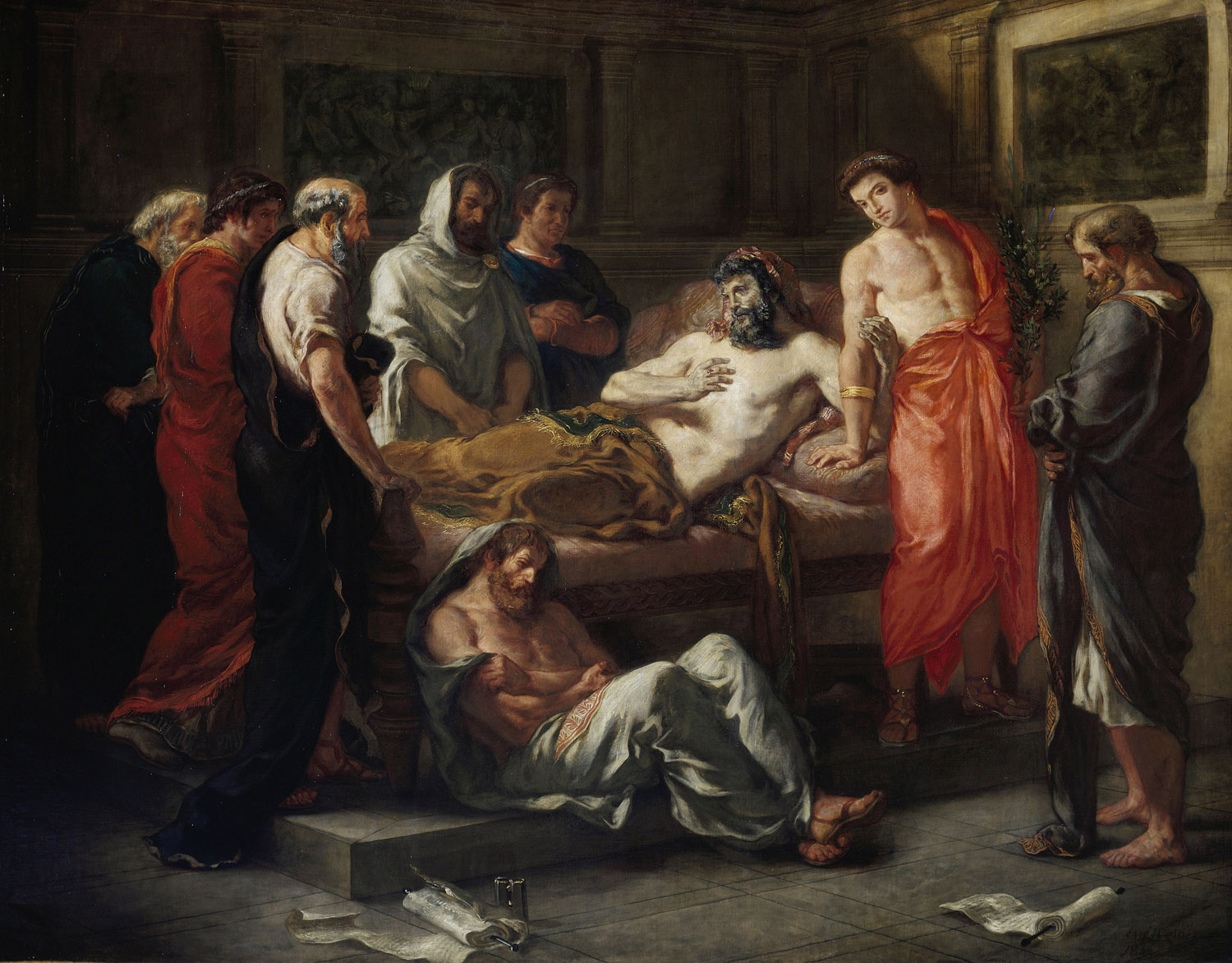
Eugène Delacroix, Ultime parole dell'imperatore Marco Aurelio, una rappresentazione moderna della morte di Marco: l'imperatore, al centro, siede a letto, circondato da amici e dignitari, e stringe il braccio di Commodo (a destra), vestito di rosso, sbarbato e abbigliato in maniera orientaleggiante, con orecchini e una corona, e che appare distante e poco interessato.

Dopo una vittoria decisiva nel 178 contro i marcomanni, il piano per annettere la Moravia e la Slovacchia occidentale (Marcomannia), per porre fine una volta per tutte alle incursioni germaniche, sembrava avviato al successo, ma venne abbandonato dopo che Marco Aurelio si ammalò gravemente nel 180, forse anch'egli colpito dalla peste che affliggeva l'impero da anni. Marco Aurelio morì il 17 marzo 180, a circa cinquantanove anni, secondo Aurelio Vittore nella città-accampamento di Vindobona (Vienna). Secondo invece quanto riferisce Tertulliano, uno storico e apologeta cristiano suo contemporaneo, sarebbe invece deceduto sul fronte sarmatico, non molto distante da Sirmio (odierna Sremska Mitrovica, nell'attuale Serbia), che fungeva da quartier generale invernale delle sue truppe, in vista dell'ultimo assalto. Il Birley ritiene infatti che Marco potrebbe essere morto a Bononia sul Danubio (che per assonanza ricorda la località di Vindobona), venti miglia a nord di Sirmio.
Iniziando a stare male, chiamò Commodo al capezzale e gli chiese per prima cosa di concludere onorevolmente la guerra, affinché non sembrasse che lui avesse "tradito" la Res publica. Il figlio promise che se ne sarebbe fatto carico, ma che gli interessava prima di tutto la salute del padre. Chiese pertanto di poter aspettare pochi giorni prima di partire. Marco, sentendo che i suoi giorni erano alla fine e il dovere compiuto, accettò da stoico una morte onorevole, astenendosi dal mangiare e bere, e aggravando così la malattia per permettergli di morire il più rapidamente possibile. Il sesto giorno, chiamati gli amici e "deridendo le cose umane" disse a loro: "perché piangete per me e non pensate piuttosto alla pestilenza e alla morte comune? Se vi allontanerete da me, vi dico, precedendovi, statemi bene". Mentre anche i soldati si disperavano per lui, alla domanda su "a chi affidasse il figlio", rispose ai subordinati: "a voi, se ne sarà degno, e agli dèi immortali". Nel settimo giorno si aggravò e ammise brevemente solo il figlio alla sua presenza, ma quasi subito lo mandò via, per non contagiarlo. Uscito Commodo, coprì il capo come se volesse dormire, come il padre Antonino Pio, e quella notte morì. Cassio Dione Cocceiano aggiunge che vi furono delle negligenze da parte dei medici, che avrebbero voluto accelerare la successione per compiacere Commodo, ma potrebbero essere solo dicerie.
Marco Aurelio riteneva, a torto, che il figlio avrebbe abbandonato quel genere di vita così poco adatto a un princeps, assumendosi le necessarie responsabilità nel governare un Impero come quello romano. E poiché Commodo non era pazzo, come molti sostennero, anche se amava esibirsi come gladiatore e in prove di forza, egli intelligentemente si assicurò subito la fedeltà dell'esercito e del popolo romano con ampie elargizioni (donativa e congiaria), governando così da vero e proprio monarca assoluto, al riparo dalle continue congiure del Senato e mantenendo il potere per dodici lunghi anni. In una di queste congiure venne coinvolta anche la sorella, Lucilla (oltre ad altri membri della famiglia, come il cognato e un nipote, figlio di Cornificia), che Commodo fece prima esiliare e poi uccidere (non invece il marito, Pompeiano, che preferì autoesiliarsi, e Cornificia). Un'altra sorella, Fadilla, fu invece, insieme al marito, una delle più fedeli consigliere del fratello.
| Titolatura imperiale Marco Aurelio | Numero di volte                                                    | Datazione evento |
| ---------------------------------- | ------------------------------------------------------------------ | --- |
| Tribunicia potestas                | 23 anni (da solo) e 11 con Antonino Pio per un totale di 34 volte: | la prima volta (I) dal 1º dicembre del 146, rinnovata annualmente al 10 dicembre di ogni anno.                                                                 |
| Consolato                          | 3 volte:                                                           | nel 140, 145 e 161. |
| Titoli vittoriosi                  |                                                                    | Armeniacus nel 164, Medicus e Parthicus Maximus nel 166, Germanicus nel 172, Sarmaticus nel 175 (Sarmaticus maximus) e Germanicus maximus nel 179              |
| Salutatio imperatoria              | 10 volte:                                                          | I (al momento della assunzione del potere imperiale) nel 161, (II) nel 163, (III) 165, (IV) 166, (V) 167, (VI) 171, (VII) 174, (VIII) 175, (IX) 177 e (X) 179. |
| Altri titoli                       |                                                                    | Pater Patriae nel 166; Pontifex Maximus nel 161. |

| Titolatura imperiale Lucio Vero | Numero di volte | Datazione evento                                                                                       |
| ------------------------------- | --------------- | --- |
| Tribunicia potestas             | 9 anni:         | la prima volta (I) il 7 marzo del 161 e poi rinnovatagli al 10 dicembre di ogni anno.                  |
| Consolato                       | 3 volte:        | nel 154, 161 e 167.                                                                                    |
| Salutatio imperatoria           | 5 volte:        | I (al momento della assunzione del potere imperiale) nel 161, (II) nel 163, (III) 165, (IV) 166 e (V). |
| Titoli vittoriosi               |                 | Armeniacus nel 163, Parthicus Maximus nel 165 e Medicus nel 166.                                       |
| Altri titoli                    |                 | Pater Patriae nel 166.                                                                                 |

#### Commodo (180-192)
Commodo, figlio di Marco Aurelio, in seguito all'usurpazione di Avidio Cassio, governatore della Siria (nell'aprile del 175), fu dichiarato dal padre co-Augusto. Morto il padre il 17 marzo del 180 a Sirmium, continuò la guerra contro le popolazioni germano-sarmatiche lungo i confini settentrionali. Giunto l'autunno, preferì ritirarsi a Roma, lasciando ai suoi generali il compito di portare a termine i piani paterni, ma abbandonando i territori conquistati della Marcomannia.
| Titolatura imperiale  | Numero di volte | Datazione evento |
| --------------------- | --------------- | --- |
| Tribunicia potestas   | 18 anni:        | la prima volta (I) dalla fine del 176, una seconda volta a metà del 177 e poi rinnovata annualmente al 10 dicembre di ogni anno.            |
| Consolato             | 7 volte:        | nel 177, 179, 181, 183, 186, 190 e 192. |
| Titoli vittoriosi     |                 | Germanicus il 15 ottobre del 172, Sarmaticus nel 175, Germanicus Maximus nel 182, Britannicus Maximus nel 184.                              |
| Salutatio imperatoria | 8 volte:        | I (al momento della assunzione del potere imperiale) nel 176, (II) nel 177, (III) 179, (IV) 180, (V) 182, (VI) 183, (VII) 184 e (VIII) 186. |
| Altri titoli          |                 | Pater Patriae e Pontifex Maximus nel 180; Pius nel 182; Felix nel 185.                                                                      |

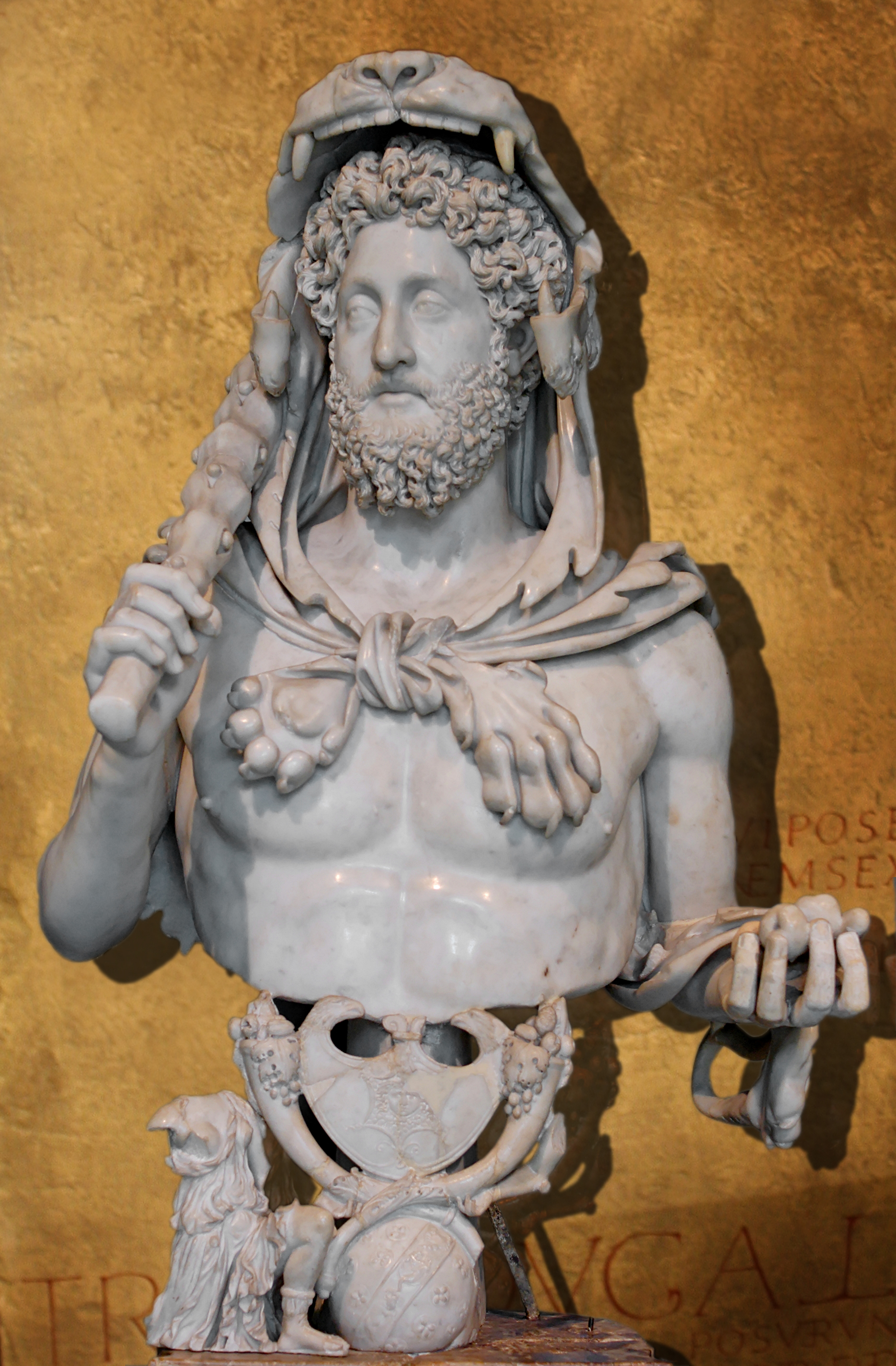
Busto di Commodo-Ercole.

Tornato nell'Urbe, cominciò a incrinare l'equilibrio istituzionale raggiunto e con il suo atteggiamento dispotico favorì il malcontento delle province e dell'aristocrazia. Fu grande appassionato dei combattimenti gladiatori e di quelli contro le bestie, al punto da scendere egli stesso nell'arena vestito da gladiatore, come l'Ercole romano. Questo era considerato poco decoroso dal popolo di Roma, che metteva i gladiatori al rango più basso della scala sociale. Ereditò la passione dalla madre, tanto che una leggenda priva di fondamento voleva che non fosse figlio di Marco Aurelio ma di un gladiatore. Nel 190, una parte della città di Roma fu distrutta da un incendio, e Commodo colse l'opportunità per "rifondarla", chiamandola in suo onore Colonia Commodiana (come avrebbe voluto fare Nerone nel 64). Anche i mesi del calendario furono rinominati in suo onore, e perfino il Senato cambiò il nome in Senato della Fortuna Commodiana, mentre l'esercito divenne Esercito commodiano. Il suo assassinio il 31 dicembre del 192, a causa di una congiura, diede inizio a un periodo di guerre civili.

## Albero genealogico
La cosiddetta dinastia dei nerva-antonini o degli imperatori adottivi inizia con Nerva nel 96 per concludersi con Commodo nel 192; mentre in linea diretta la discendenza arriva, dopo la dinastia dei Severi, fino a Gordiano III nel 244.
- (1) = 1º coniuge
- (2) = 2º coniuge (non mostrato)
- (3) = 3º coniuge
- Il colore viola indica l'imperatore romano della dinastia dei nerva-antonini; il rosa scuro indica l'erede imperiale designato, ma che non arrivò mai al trono.
- Le linee tratteggiate larghe indicano l'adozione; le linee tratteggiate strette indicano relazioni amorose fuori dal matrimonio.

|                                  |                                  |                                  |                                  |                                  |                                  |                         |                         |                               |                               |                               |                               |                               |                               |                               |                               |                               |                               |                               |                               |                               |                               |                               |                               |                               |                               |                             |                             |                             |                             |                          |                          |                                |                                |                                |                                |                                |                                |                                |                                |                                |                                |                               |                               |                               |                               |                                          |                                          |                                          |                                          |                                          |                                          |                               |                               |                          |                          |                           |                           |                                 |                                 |                                 |                                 |                                 |                                 |                       |                       |                            |                            |                            |                            |                             |                             |                             |                             |                             |                             |                            |                            |                            |                            |                     |                     |  |  |  |  |
|                                  |                                  |                                  |                                  |                                  |                                  |                         |                         |                               |                               |                               |                               |                               |                               |                               |                               |                               |                               |                               |                               |                               |                               |                               |                               |                               |                               |                             |                             |                             |                             |                          |                          |                                |                                |                                |                                |                                |                                |                                |                                |                                |                                |                               |                               |                               |                               |                                          |                                          |                                          |                                          |                                          |                                          |                               |                               |                          |                          |                           |                           |                                 |                                 |                                 |                                 |                                 |                                 |                       |                       |                            |                            |                            |                            |                             |                             |                             |                             |                             |                             |                            |                            |                            |                            |                     |                     |  |  |  |  |
| Quinto Marcio Barea Sorano       | Quinto Marcio Barea Sorano       | Quinto Marcio Barea Sorano       | Quinto Marcio Barea Sorano       | Quinto Marcio Barea Sorano       | Quinto Marcio Barea Sorano       |                         |                         | Quinto Marcio Barea Sura      | Quinto Marcio Barea Sura      | Quinto Marcio Barea Sura      | Quinto Marcio Barea Sura      | Quinto Marcio Barea Sura      | Quinto Marcio Barea Sura      |                               |                               | Antonia Furnilla              | Antonia Furnilla              | Antonia Furnilla              | Antonia Furnilla              | Antonia Furnilla              | Antonia Furnilla              |                               |                               |                               |                               |                             |                             |                             |                             |                          |                          | Marco Cocceio Nerva (giurista) | Marco Cocceio Nerva (giurista) | Marco Cocceio Nerva (giurista) | Marco Cocceio Nerva (giurista) | Marco Cocceio Nerva (giurista) | Marco Cocceio Nerva (giurista) |                                |                                | Sergia Plautilla               | Sergia Plautilla               | Sergia Plautilla              | Sergia Plautilla              | Sergia Plautilla              | Sergia Plautilla              |                                          |                                          |                                          |                                          |                                          |                                          |                               |                               |                          |                          |                           |                           |                                 |                                 | P. Aelius Hadrianus             | P. Aelius Hadrianus             | P. Aelius Hadrianus             | P. Aelius Hadrianus             | P. Aelius Hadrianus   | P. Aelius Hadrianus   |                            |                            |                            |                            |                             |                             |                             |                             |                             |                             |                            |                            |                            |                            |                     |                     |  |  |  |  |
| Quinto Marcio Barea Sorano       | Quinto Marcio Barea Sorano       | Quinto Marcio Barea Sorano       | Quinto Marcio Barea Sorano       | Quinto Marcio Barea Sorano       | Quinto Marcio Barea Sorano       |                         |                         | Quinto Marcio Barea Sura      | Quinto Marcio Barea Sura      | Quinto Marcio Barea Sura      | Quinto Marcio Barea Sura      | Quinto Marcio Barea Sura      | Quinto Marcio Barea Sura      |                               |                               | Antonia Furnilla              | Antonia Furnilla              | Antonia Furnilla              | Antonia Furnilla              | Antonia Furnilla              | Antonia Furnilla              |                               |                               |                               |                               |                             |                             |                             |                             |                          |                          | Marco Cocceio Nerva (giurista) | Marco Cocceio Nerva (giurista) | Marco Cocceio Nerva (giurista) | Marco Cocceio Nerva (giurista) | Marco Cocceio Nerva (giurista) | Marco Cocceio Nerva (giurista) |                                |                                | Sergia Plautilla               | Sergia Plautilla               | Sergia Plautilla              | Sergia Plautilla              | Sergia Plautilla              | Sergia Plautilla              |                                          |                                          |                                          |                                          |                                          |                                          |                               |                               |                          |                          |                           |                           |                                 |                                 | P. Aelius Hadrianus             | P. Aelius Hadrianus             | P. Aelius Hadrianus             | P. Aelius Hadrianus             | P. Aelius Hadrianus   | P. Aelius Hadrianus   |                            |                            |                            |                            |                             |                             |                             |                             |                             |                             |                            |                            |                            |                            |                     |                     |  |  |  |  |
|                                  |                                  |                                  |                                  |                                  |                                  |                         |                         |                               |                               |                               |                               |                               |                               |                               |                               |                               |                               |                               |                               |                               |                               |                               |                               |                               |                               |                             |                             |                             |                             |                          |                          |                                |                                |                                |                                |                                |                                |                                |                                |                                |                                |                               |                               |                               |                               |                                          |                                          |                                          |                                          |                                          |                                          |                               |                               |                          |                          |                           |                           |                                 |                                 |                                 |                                 |                                 |                                 |                       |                       |                            |                            |                            |                            |                             |                             |                             |                             |                             |                             |                            |                            |                            |                            |                     |                     |  |  |  |  |
|                                  |                                  |                                  |                                  |                                  |                                  |                         |                         |                               |                               |                               |                               |                               |                               |                               |                               |                               |                               |                               |                               |                               |                               |                               |                               |                               |                               |                             |                             |                             |                             |                          |                          |                                |                                |                                |                                |                                |                                |                                |                                |                                |                                |                               |                               |                               |                               |                                          |                                          |                                          |                                          |                                          |                                          |                               |                               |                          |                          |                           |                           |                                 |                                 |                                 |                                 |                                 |                                 |                       |                       |                            |                            |                            |                            |                             |                             |                             |                             |                             |                             |                            |                            |                            |                            |                     |                     |  |  |  |  |
| Tito (imperatore) (r. 79-81)     | Tito (imperatore) (r. 79-81)     | Tito (imperatore) (r. 79-81)     | Tito (imperatore) (r. 79-81)     | Tito (imperatore) (r. 79-81)     | Tito (imperatore) (r. 79-81)     |                         |                         | Marcia Furnilla               | Marcia Furnilla               | Marcia Furnilla               | Marcia Furnilla               | Marcia Furnilla               | Marcia Furnilla               |                               |                               | Marcia (madre di Traiano)     | Marcia (madre di Traiano)     | Marcia (madre di Traiano)     | Marcia (madre di Traiano)     | Marcia (madre di Traiano)     | Marcia (madre di Traiano)     |                               |                               | Marco Ulpio Traiano (padre)   | Marco Ulpio Traiano (padre)   | Marco Ulpio Traiano (padre) | Marco Ulpio Traiano (padre) | Marco Ulpio Traiano (padre) | Marco Ulpio Traiano (padre) |                          |                          |                                |                                |                                |                                | Marco Cocceio Nerva (r. 96–98) | Marco Cocceio Nerva (r. 96–98) | Marco Cocceio Nerva (r. 96–98) | Marco Cocceio Nerva (r. 96–98) | Marco Cocceio Nerva (r. 96–98) | Marco Cocceio Nerva (r. 96–98) |                               |                               |                               |                               |                                          |                                          | Ulpia (nonna di Adriano)                 | Ulpia (nonna di Adriano)                 | Ulpia (nonna di Adriano)                 | Ulpia (nonna di Adriano)                 | Ulpia (nonna di Adriano)      | Ulpia (nonna di Adriano)      |                          |                          | Elio Adriano Marullino    | Elio Adriano Marullino    | Elio Adriano Marullino          | Elio Adriano Marullino          | Elio Adriano Marullino          | Elio Adriano Marullino          |                                 |                                 |                       |                       |                            |                            |                            |                            |                             |                             |                             |                             |                             |                             |                            |                            |                            |                            |                     |                     |  |  |  |  |
| Tito (imperatore) (r. 79-81)     | Tito (imperatore) (r. 79-81)     | Tito (imperatore) (r. 79-81)     | Tito (imperatore) (r. 79-81)     | Tito (imperatore) (r. 79-81)     | Tito (imperatore) (r. 79-81)     |                         |                         | Marcia Furnilla               | Marcia Furnilla               | Marcia Furnilla               | Marcia Furnilla               | Marcia Furnilla               | Marcia Furnilla               |                               |                               | Marcia (madre di Traiano)     | Marcia (madre di Traiano)     | Marcia (madre di Traiano)     | Marcia (madre di Traiano)     | Marcia (madre di Traiano)     | Marcia (madre di Traiano)     |                               |                               | Marco Ulpio Traiano (padre)   | Marco Ulpio Traiano (padre)   | Marco Ulpio Traiano (padre) | Marco Ulpio Traiano (padre) | Marco Ulpio Traiano (padre) | Marco Ulpio Traiano (padre) |                          |                          |                                |                                |                                |                                | Marco Cocceio Nerva (r. 96–98) | Marco Cocceio Nerva (r. 96–98) | Marco Cocceio Nerva (r. 96–98) | Marco Cocceio Nerva (r. 96–98) | Marco Cocceio Nerva (r. 96–98) | Marco Cocceio Nerva (r. 96–98) |                               |                               |                               |                               |                                          |                                          | Ulpia (nonna di Adriano)                 | Ulpia (nonna di Adriano)                 | Ulpia (nonna di Adriano)                 | Ulpia (nonna di Adriano)                 | Ulpia (nonna di Adriano)      | Ulpia (nonna di Adriano)      |                          |                          | Elio Adriano Marullino    | Elio Adriano Marullino    | Elio Adriano Marullino          | Elio Adriano Marullino          | Elio Adriano Marullino          | Elio Adriano Marullino          |                                 |                                 |                       |                       |                            |                            |                            |                            |                             |                             |                             |                             |                             |                             |                            |                            |                            |                            |                     |                     |  |  |  |  |
|                                  |                                  |                                  |                                  |                                  |                                  |                         |                         |                               |                               |                               |                               |                               |                               |                               |                               |                               |                               |                               |                               |                               |                               |                               |                               |                               |                               |                             |                             |                             |                             |                          |                          |                                |                                |                                |                                |                                |                                |                                |                                |                                |                                |                               |                               |                               |                               |                                          |                                          |                                          |                                          |                                          |                                          |                               |                               |                          |                          |                           |                           |                                 |                                 |                                 |                                 |                                 |                                 |                       |                       |                            |                            |                            |                            |                             |                             |                             |                             |                             |                             |                            |                            |                            |                            |                     |                     |  |  |  |  |
|                                  |                                  |                                  |                                  |                                  |                                  |                         |                         |                               |                               |                               |                               |                               |                               |                               |                               |                               |                               |                               |                               |                               |                               |                               |                               |                               |                               |                             |                             |                             |                             |                          |                          |                                |                                |                                |                                |                                |                                |                                |                                |                                |                                |                               |                               |                               |                               |                                          |                                          |                                          |                                          |                                          |                                          |                               |                               |                          |                          |                           |                           |                                 |                                 |                                 |                                 |                                 |                                 |                       |                       |                            |                            |                            |                            |                             |                             |                             |                             |                             |                             |                            |                            |                            |                            |                     |                     |  |  |  |  |
|                                  |                                  |                                  |                                  | Giulia (figlia di Tito)          | Giulia (figlia di Tito)          | Giulia (figlia di Tito) | Giulia (figlia di Tito) | Giulia (figlia di Tito)       | Giulia (figlia di Tito)       |                               |                               | Ulpia Marciana                | Ulpia Marciana                | Ulpia Marciana                | Ulpia Marciana                | Ulpia Marciana                | Ulpia Marciana                |                               |                               | Gaio Salonio Matidio Patruino | Gaio Salonio Matidio Patruino | Gaio Salonio Matidio Patruino | Gaio Salonio Matidio Patruino | Gaio Salonio Matidio Patruino | Gaio Salonio Matidio Patruino |                             |                             | Traiano (r. 98–117)         | Traiano (r. 98–117)         | Traiano (r. 98–117)      | Traiano (r. 98–117)      | Traiano (r. 98–117)            | Traiano (r. 98–117)            |                                |                                | Plotina                        | Plotina                        | Plotina                        | Plotina                        | Plotina                        | Plotina                        |                               |                               | Publio Acilio Attiano         | Publio Acilio Attiano         | Publio Acilio Attiano                    | Publio Acilio Attiano                    | Publio Acilio Attiano                    | Publio Acilio Attiano                    |                                          |                                          | Publio Elio Adriano Afro      | Publio Elio Adriano Afro      | Publio Elio Adriano Afro | Publio Elio Adriano Afro | Publio Elio Adriano Afro  | Publio Elio Adriano Afro  |                                 |                                 | Domizia Paolina                 | Domizia Paolina                 | Domizia Paolina                 | Domizia Paolina                 | Domizia Paolina       | Domizia Paolina       |                            |                            |                            |                            |                             |                             |                             |                             | Lucio Giulio Urso Serviano  | Lucio Giulio Urso Serviano  | Lucio Giulio Urso Serviano | Lucio Giulio Urso Serviano | Lucio Giulio Urso Serviano | Lucio Giulio Urso Serviano |                     |                     |  |  |  |  |
|                                  |                                  |                                  |                                  | Giulia (figlia di Tito)          | Giulia (figlia di Tito)          | Giulia (figlia di Tito) | Giulia (figlia di Tito) | Giulia (figlia di Tito)       | Giulia (figlia di Tito)       |                               |                               | Ulpia Marciana                | Ulpia Marciana                | Ulpia Marciana                | Ulpia Marciana                | Ulpia Marciana                | Ulpia Marciana                |                               |                               | Gaio Salonio Matidio Patruino | Gaio Salonio Matidio Patruino | Gaio Salonio Matidio Patruino | Gaio Salonio Matidio Patruino | Gaio Salonio Matidio Patruino | Gaio Salonio Matidio Patruino |                             |                             | Traiano (r. 98–117)         | Traiano (r. 98–117)         | Traiano (r. 98–117)      | Traiano (r. 98–117)      | Traiano (r. 98–117)            | Traiano (r. 98–117)            |                                |                                | Plotina                        | Plotina                        | Plotina                        | Plotina                        | Plotina                        | Plotina                        |                               |                               | Publio Acilio Attiano         | Publio Acilio Attiano         | Publio Acilio Attiano                    | Publio Acilio Attiano                    | Publio Acilio Attiano                    | Publio Acilio Attiano                    |                                          |                                          | Publio Elio Adriano Afro      | Publio Elio Adriano Afro      | Publio Elio Adriano Afro | Publio Elio Adriano Afro | Publio Elio Adriano Afro  | Publio Elio Adriano Afro  |                                 |                                 | Domizia Paolina                 | Domizia Paolina                 | Domizia Paolina                 | Domizia Paolina                 | Domizia Paolina       | Domizia Paolina       |                            |                            |                            |                            |                             |                             |                             |                             | Lucio Giulio Urso Serviano  | Lucio Giulio Urso Serviano  | Lucio Giulio Urso Serviano | Lucio Giulio Urso Serviano | Lucio Giulio Urso Serviano | Lucio Giulio Urso Serviano |                     |                     |  |  |  |  |
|                                  |                                  |                                  |                                  |                                  |                                  |                         |                         |                               |                               |                               |                               |                               |                               |                               |                               |                               |                               |                               |                               |                               |                               |                               |                               |                               |                               |                             |                             |                             |                             |                          |                          |                                |                                |                                |                                |                                |                                |                                |                                |                                |                                |                               |                               |                               |                               |                                          |                                          |                                          |                                          |                                          |                                          |                               |                               |                          |                          |                           |                           |                                 |                                 |                                 |                                 |                                 |                                 |                       |                       |                            |                            |                            |                            |                             |                             |                             |                             |                             |                             |                            |                            |                            |                            |                     |                     |  |  |  |  |
|                                  |                                  |                                  |                                  |                                  |                                  |                         |                         |                               |                               |                               |                               |                               |                               |                               |                               |                               |                               |                               |                               |                               |                               |                               |                               |                               |                               |                             |                             |                             |                             |                          |                          |                                |                                |                                |                                |                                |                                |                                |                                |                                |                                |                               |                               |                               |                               |                                          |                                          |                                          |                                          |                                          |                                          |                               |                               |                          |                          |                           |                           |                                 |                                 |                                 |                                 |                                 |                                 |                       |                       |                            |                            |                            |                            |                             |                             |                             |                             |                             |                             |                            |                            |                            |                            |                     |                     |  |  |  |  |
| Lucio Mindio (2)                 | Lucio Mindio (2)                 | Lucio Mindio (2)                 | Lucio Mindio (2)                 | Lucio Mindio (2)                 | Lucio Mindio (2)                 |                         |                         | Libo Rupilio Frugi (3)        | Libo Rupilio Frugi (3)        | Libo Rupilio Frugi (3)        | Libo Rupilio Frugi (3)        | Libo Rupilio Frugi (3)        | Libo Rupilio Frugi (3)        |                               |                               | Salonina Matidia              | Salonina Matidia              | Salonina Matidia              | Salonina Matidia              | Salonina Matidia              | Salonina Matidia              |                               |                               | Lucio Vibio Sabino (1)        | Lucio Vibio Sabino (1)        | Lucio Vibio Sabino (1)      | Lucio Vibio Sabino (1)      | Lucio Vibio Sabino (1)      | Lucio Vibio Sabino (1)      |                          |                          |                                |                                |                                |                                |                                |                                | Antinoo                        | Antinoo                        | Antinoo                        | Antinoo                        | Antinoo                       | Antinoo                       |                               |                               | Publio Elio Traiano Adriano (r. 117–138) | Publio Elio Traiano Adriano (r. 117–138) | Publio Elio Traiano Adriano (r. 117–138) | Publio Elio Traiano Adriano (r. 117–138) | Publio Elio Traiano Adriano (r. 117–138) | Publio Elio Traiano Adriano (r. 117–138) |                               |                               |                          |                          |                           |                           |                                 |                                 |                                 |                                 |                                 |                                 | Elia Domizia Paulina  | Elia Domizia Paulina  | Elia Domizia Paulina       | Elia Domizia Paulina       | Elia Domizia Paulina       | Elia Domizia Paulina       |                             |                             |                             |                             |                             |                             |                            |                            |                            |                            |                     |                     |  |  |  |  |
| Lucio Mindio (2)                 | Lucio Mindio (2)                 | Lucio Mindio (2)                 | Lucio Mindio (2)                 | Lucio Mindio (2)                 | Lucio Mindio (2)                 |                         |                         | Libo Rupilio Frugi (3)        | Libo Rupilio Frugi (3)        | Libo Rupilio Frugi (3)        | Libo Rupilio Frugi (3)        | Libo Rupilio Frugi (3)        | Libo Rupilio Frugi (3)        |                               |                               | Salonina Matidia              | Salonina Matidia              | Salonina Matidia              | Salonina Matidia              | Salonina Matidia              | Salonina Matidia              |                               |                               | Lucio Vibio Sabino (1)        | Lucio Vibio Sabino (1)        | Lucio Vibio Sabino (1)      | Lucio Vibio Sabino (1)      | Lucio Vibio Sabino (1)      | Lucio Vibio Sabino (1)      |                          |                          |                                |                                |                                |                                |                                |                                | Antinoo                        | Antinoo                        | Antinoo                        | Antinoo                        | Antinoo                       | Antinoo                       |                               |                               | Publio Elio Traiano Adriano (r. 117–138) | Publio Elio Traiano Adriano (r. 117–138) | Publio Elio Traiano Adriano (r. 117–138) | Publio Elio Traiano Adriano (r. 117–138) | Publio Elio Traiano Adriano (r. 117–138) | Publio Elio Traiano Adriano (r. 117–138) |                               |                               |                          |                          |                           |                           |                                 |                                 |                                 |                                 |                                 |                                 | Elia Domizia Paulina  | Elia Domizia Paulina  | Elia Domizia Paulina       | Elia Domizia Paulina       | Elia Domizia Paulina       | Elia Domizia Paulina       |                             |                             |                             |                             |                             |                             |                            |                            |                            |                            |                     |                     |  |  |  |  |
|                                  |                                  |                                  |                                  |                                  |                                  |                         |                         |                               |                               |                               |                               |                               |                               |                               |                               |                               |                               |                               |                               |                               |                               |                               |                               |                               |                               |                             |                             |                             |                             |                          |                          |                                |                                |                                |                                |                                |                                |                                |                                |                                |                                |                               |                               |                               |                               |                                          |                                          |                                          |                                          |                                          |                                          |                               |                               |                          |                          |                           |                           |                                 |                                 |                                 |                                 |                                 |                                 |                       |                       |                            |                            |                            |                            |                             |                             |                             |                             |                             |                             |                            |                            |                            |                            |                     |                     |  |  |  |  |
|                                  |                                  |                                  |                                  |                                  |                                  |                         |                         |                               |                               |                               |                               |                               |                               |                               |                               |                               |                               |                               |                               |                               |                               |                               |                               |                               |                               |                             |                             |                             |                             |                          |                          |                                |                                |                                |                                |                                |                                |                                |                                |                                |                                |                               |                               |                               |                               |                                          |                                          |                                          |                                          |                                          |                                          |                               |                               |                          |                          |                           |                           |                                 |                                 |                                 |                                 |                                 |                                 |                       |                       |                            |                            |                            |                            |                             |                             |                             |                             |                             |                             |                            |                            |                            |                            |                     |                     |  |  |  |  |
|                                  |                                  |                                  |                                  | Vibia Matidia                    | Vibia Matidia                    | Vibia Matidia           | Vibia Matidia           | Vibia Matidia                 | Vibia Matidia                 |                               |                               |                               |                               |                               |                               |                               |                               |                               |                               |                               |                               |                               |                               |                               |                               |                             |                             |                             |                             |                          |                          | Gaio Svetonio Tranquillo       | Gaio Svetonio Tranquillo       | Gaio Svetonio Tranquillo       | Gaio Svetonio Tranquillo       | Gaio Svetonio Tranquillo       | Gaio Svetonio Tranquillo       |                                |                                | Vibia Sabina                   | Vibia Sabina                   | Vibia Sabina                  | Vibia Sabina                  | Vibia Sabina                  | Vibia Sabina                  |                                          |                                          |                                          |                                          |                                          |                                          |                               |                               |                          |                          |                           |                           |                                 |                                 |                                 |                                 |                                 |                                 |                       |                       |                            |                            |                            |                            |                             |                             |                             |                             |                             |                             |                            |                            |                            |                            |                     |                     |  |  |  |  |
|                                  |                                  |                                  |                                  | Vibia Matidia                    | Vibia Matidia                    | Vibia Matidia           | Vibia Matidia           | Vibia Matidia                 | Vibia Matidia                 |                               |                               |                               |                               |                               |                               |                               |                               |                               |                               |                               |                               |                               |                               |                               |                               |                             |                             |                             |                             |                          |                          | Gaio Svetonio Tranquillo       | Gaio Svetonio Tranquillo       | Gaio Svetonio Tranquillo       | Gaio Svetonio Tranquillo       | Gaio Svetonio Tranquillo       | Gaio Svetonio Tranquillo       |                                |                                | Vibia Sabina                   | Vibia Sabina                   | Vibia Sabina                  | Vibia Sabina                  | Vibia Sabina                  | Vibia Sabina                  |                                          |                                          |                                          |                                          |                                          |                                          |                               |                               |                          |                          |                           |                           |                                 |                                 |                                 |                                 |                                 |                                 |                       |                       |                            |                            |                            |                            |                             |                             |                             |                             |                             |                             |                            |                            |                            |                            |                     |                     |  |  |  |  |
|                                  |                                  |                                  |                                  |                                  |                                  |                         |                         |                               |                               |                               |                               |                               |                               | Marco Annio Vero (console 97) | Marco Annio Vero (console 97) | Marco Annio Vero (console 97) | Marco Annio Vero (console 97) | Marco Annio Vero (console 97) | Marco Annio Vero (console 97) |                               |                               |                               |                               |                               |                               |                             |                             |                             |                             |                          |                          |                                |                                |                                |                                |                                |                                |                                |                                |                                |                                |                               |                               |                               |                               |                                          |                                          |                                          |                                          |                                          |                                          |                               |                               |                          |                          |                           |                           |                                 |                                 |                                 |                                 |                                 |                                 | C. Fuscus Salinator I | C. Fuscus Salinator I | C. Fuscus Salinator I      | C. Fuscus Salinator I      | C. Fuscus Salinator I      | C. Fuscus Salinator I      |                             |                             | Giulia Serviana Paulina     | Giulia Serviana Paulina     | Giulia Serviana Paulina     | Giulia Serviana Paulina     | Giulia Serviana Paulina    | Giulia Serviana Paulina    |                            |                            |                     |                     |  |  |  |  |
|                                  |                                  |                                  |                                  |                                  |                                  |                         |                         |                               |                               |                               |                               |                               |                               | Marco Annio Vero (console 97) | Marco Annio Vero (console 97) | Marco Annio Vero (console 97) | Marco Annio Vero (console 97) | Marco Annio Vero (console 97) | Marco Annio Vero (console 97) |                               |                               |                               |                               |                               |                               |                             |                             |                             |                             |                          |                          |                                |                                |                                |                                |                                |                                |                                |                                |                                |                                |                               |                               |                               |                               |                                          |                                          |                                          |                                          |                                          |                                          |                               |                               |                          |                          |                           |                           |                                 |                                 |                                 |                                 |                                 |                                 | C. Fuscus Salinator I | C. Fuscus Salinator I | C. Fuscus Salinator I      | C. Fuscus Salinator I      | C. Fuscus Salinator I      | C. Fuscus Salinator I      |                             |                             | Giulia Serviana Paulina     | Giulia Serviana Paulina     | Giulia Serviana Paulina     | Giulia Serviana Paulina     | Giulia Serviana Paulina    | Giulia Serviana Paulina    |                            |                            |                     |                     |  |  |  |  |
|                                  |                                  |                                  |                                  | Rupilia Faustina                 | Rupilia Faustina                 | Rupilia Faustina        | Rupilia Faustina        | Rupilia Faustina              | Rupilia Faustina              |                               |                               |                               |                               |                               |                               |                               |                               |                               |                               |                               |                               |                               |                               | Boionia Procilla              | Boionia Procilla              | Boionia Procilla            | Boionia Procilla            | Boionia Procilla            | Boionia Procilla            |                          |                          | Gneo Arrio Antonino            | Gneo Arrio Antonino            | Gneo Arrio Antonino            | Gneo Arrio Antonino            | Gneo Arrio Antonino            | Gneo Arrio Antonino            |                                |                                |                                |                                |                               |                               |                               |                               |                                          |                                          |                                          |                                          |                                          |                                          |                               |                               |                          |                          |                           |                           |                                 |                                 |                                 |                                 |                                 |                                 |                       |                       |                            |                            |                            |                            |                             |                             |                             |                             |                             |                             |                            |                            |                            |                            |                     |                     |  |  |  |  |
|                                  |                                  |                                  |                                  | Rupilia Faustina                 | Rupilia Faustina                 | Rupilia Faustina        | Rupilia Faustina        | Rupilia Faustina              | Rupilia Faustina              |                               |                               |                               |                               |                               |                               |                               |                               |                               |                               |                               |                               |                               |                               | Boionia Procilla              | Boionia Procilla              | Boionia Procilla            | Boionia Procilla            | Boionia Procilla            | Boionia Procilla            |                          |                          | Gneo Arrio Antonino            | Gneo Arrio Antonino            | Gneo Arrio Antonino            | Gneo Arrio Antonino            | Gneo Arrio Antonino            | Gneo Arrio Antonino            |                                |                                |                                |                                |                               |                               |                               |                               |                                          |                                          |                                          |                                          |                                          |                                          |                               |                               |                          |                          |                           |                           |                                 |                                 |                                 |                                 |                                 |                                 |                       |                       |                            |                            |                            |                            |                             |                             |                             |                             |                             |                             |                            |                            |                            |                            |                     |                     |  |  |  |  |
|                                  |                                  |                                  |                                  |                                  |                                  |                         |                         |                               |                               |                               |                               | L. Caesennius Paetus          | L. Caesennius Paetus          | L. Caesennius Paetus          | L. Caesennius Paetus          | L. Caesennius Paetus          | L. Caesennius Paetus          |                               |                               |                               |                               |                               |                               |                               |                               |                             |                             |                             |                             |                          |                          |                                |                                |                                |                                |                                |                                |                                |                                |                                |                                |                               |                               |                               |                               |                                          |                                          |                                          |                                          |                                          |                                          | L. Ceionius Commodus          | L. Ceionius Commodus          | L. Ceionius Commodus     | L. Ceionius Commodus     | L. Ceionius Commodus      | L. Ceionius Commodus      |                                 |                                 | Appia Severa                    | Appia Severa                    | Appia Severa                    | Appia Severa                    | Appia Severa          | Appia Severa          |                            |                            | C. Fuscus Salinator II     | C. Fuscus Salinator II     | C. Fuscus Salinator II      | C. Fuscus Salinator II      | C. Fuscus Salinator II      | C. Fuscus Salinator II      |                             |                             |                            |                            |                            |                            |                     |                     |  |  |  |  |
|                                  |                                  |                                  |                                  |                                  |                                  |                         |                         |                               |                               |                               |                               |                               | L. Caesennius Paetus          | L. Caesennius Paetus          | L. Caesennius Paetus          | L. Caesennius Paetus          | L. Caesennius Paetus          |                               |                               |                               |                               |                               |                               |                               |                               |                             |                             |                             |                             |                          |                          |                                |                                |                                |                                |                                |                                |                                |                                |                                |                                |                               |                               |                               |                               |                                          |                                          |                                          |                                          |                                          |                                          | L. Ceionius Commodus          | L. Ceionius Commodus          | L. Ceionius Commodus     | L. Ceionius Commodus     | L. Ceionius Commodus      | L. Ceionius Commodus      |                                 |                                 | Appia Severa                    | Appia Severa                    | Appia Severa                    | Appia Severa                    | Appia Severa          | Appia Severa          |                            |                            | C. Fuscus Salinator II     | C. Fuscus Salinator II     | C. Fuscus Salinator II      | C. Fuscus Salinator II      | C. Fuscus Salinator II      | C. Fuscus Salinator II      |                             |                             |                            |                            |                            |                            |                     |                     |  |  |  |  |
|                                  |                                  |                                  |                                  |                                  |                                  |                         |                         |                               |                               |                               |                               |                               |                               |                               |                               |                               |                               |                               |                               |                               |                               |                               |                               | Arria Antonia                 | Arria Antonia                 | Arria Antonia               | Arria Antonia               | Arria Antonia               | Arria Antonia               |                          |                          | Arria Fadilla                  | Arria Fadilla                  | Arria Fadilla                  | Arria Fadilla                  | Arria Fadilla                  | Arria Fadilla                  |                                |                                |                                |                                | Tito Aurelio Fulvo            | Tito Aurelio Fulvo            | Tito Aurelio Fulvo            | Tito Aurelio Fulvo            | Tito Aurelio Fulvo                       | Tito Aurelio Fulvo                       |                                          |                                          |                                          |                                          |                               |                               |                          |                          |                           |                           |                                 |                                 |                                 |                                 |                                 |                                 |                       |                       |                            |                            |                            |                            |                             |                             |                             |                             |                             |                             |                            |                            |                            |                            |                     |                     |  |  |  |  |
|                                  |                                  |                                  |                                  |                                  |                                  |                         |                         |                               |                               |                               |                               |                               |                               |                               |                               |                               |                               |                               |                               |                               |                               |                               |                               |                               | Arria Antonia                 | Arria Antonia               | Arria Antonia               | Arria Antonia               | Arria Antonia               |                          |                          | Arria Fadilla                  | Arria Fadilla                  | Arria Fadilla                  | Arria Fadilla                  | Arria Fadilla                  | Arria Fadilla                  |                                |                                |                                |                                | Tito Aurelio Fulvo            | Tito Aurelio Fulvo            | Tito Aurelio Fulvo            | Tito Aurelio Fulvo            | Tito Aurelio Fulvo                       | Tito Aurelio Fulvo                       |                                          |                                          |                                          |                                          |                               |                               |                          |                          |                           |                           |                                 |                                 |                                 |                                 |                                 |                                 |                       |                       |                            |                            |                            |                            |                             |                             |                             |                             |                             |                             |                            |                            |                            |                            |                     |                     |  |  |  |  |
|                                  |                                  |                                  |                                  |                                  |                                  |                         |                         |                               |                               |                               |                               |                               |                               |                               |                               | Lucio Cesennio Antonino       | Lucio Cesennio Antonino       | Lucio Cesennio Antonino       | Lucio Cesennio Antonino       | Lucio Cesennio Antonino       | Lucio Cesennio Antonino       |                               |                               |                               |                               |                             |                             |                             |                             |                          |                          |                                |                                |                                |                                |                                |                                |                                |                                |                                |                                |                               |                               |                               |                               |                                          |                                          |                                          |                                          |                                          |                                          | Lucio Commodo                 | Lucio Commodo                 | Lucio Commodo            | Lucio Commodo            | Lucio Commodo             | Lucio Commodo             |                                 |                                 | Fundania Plautia                | Fundania Plautia                | Fundania Plautia                | Fundania Plautia                | Fundania Plautia      | Fundania Plautia      |                            |                            | Ignota Plautia             | Ignota Plautia             | Ignota Plautia              | Ignota Plautia              | Ignota Plautia              | Ignota Plautia              |                             |                             | Gaio Avidio Nigrino        | Gaio Avidio Nigrino        | Gaio Avidio Nigrino        | Gaio Avidio Nigrino        | Gaio Avidio Nigrino | Gaio Avidio Nigrino |  |  |  |  |
|                                  |                                  |                                  |                                  |                                  |                                  |                         |                         |                               |                               |                               |                               |                               |                               |                               |                               | Lucio Cesennio Antonino       | Lucio Cesennio Antonino       | Lucio Cesennio Antonino       | Lucio Cesennio Antonino       | Lucio Cesennio Antonino       | Lucio Cesennio Antonino       |                               |                               |                               |                               |                             |                             |                             |                             |                          |                          |                                |                                |                                |                                |                                |                                |                                |                                |                                |                                |                               |                               |                               |                               |                                          |                                          |                                          |                                          |                                          |                                          | Lucio Commodo                 | Lucio Commodo                 | Lucio Commodo            | Lucio Commodo            | Lucio Commodo             | Lucio Commodo             |                                 |                                 | Fundania Plautia                | Fundania Plautia                | Fundania Plautia                | Fundania Plautia                | Fundania Plautia      | Fundania Plautia      |                            |                            | Ignota Plautia             | Ignota Plautia             | Ignota Plautia              | Ignota Plautia              | Ignota Plautia              | Ignota Plautia              |                             |                             | Gaio Avidio Nigrino        | Gaio Avidio Nigrino        | Gaio Avidio Nigrino        | Gaio Avidio Nigrino        | Gaio Avidio Nigrino | Gaio Avidio Nigrino |  |  |  |  |
|                                  |                                  |                                  |                                  |                                  |                                  |                         |                         |                               |                               |                               |                               |                               |                               |                               |                               |                               |                               |                               |                               |                               |                               |                               |                               |                               |                               |                             |                             |                             |                             |                          |                          |                                |                                |                                |                                |                                |                                |                                |                                |                                |                                |                               |                               | Antonino Pio (r. 138–161)     |                               |                                          |                                          |                                          |                                          |                                          |                                          |                               |                               |                          |                          |                           |                           |                                 |                                 |                                 |                                 |                                 |                                 |                       |                       |                            |                            |                            |                            |                             |                             |                             |                             |                             |                             |                            |                            |                            |                            |                     |                     |  |  |  |  |
|                                  |                                  |                                  |                                  |                                  |                                  |                         |                         |                               |                               |                               |                               |                               |                               |                               |                               |                               |                               |                               |                               |                               |                               |                               |                               |                               |                               |                             |                             |                             |                             |                          |                          |                                |                                |                                |                                |                                |                                |                                |                                |                                |                                |                               |                               |                               |                               |                                          |                                          |                                          |                                          |                                          |                                          |                               |                               |                          |                          |                           |                           |                                 |                                 |                                 |                                 |                                 |                                 |                       |                       |                            |                            |                            |                            |                             |                             |                             |                             |                             |                             |                            |                            |                            |                            |                     |                     |  |  |  |  |
| Marco Annio Vero (pretore)       | Marco Annio Vero (pretore)       | Marco Annio Vero (pretore)       | Marco Annio Vero (pretore)       | Marco Annio Vero (pretore)       | Marco Annio Vero (pretore)       |                         |                         | Domizia Lucilla               | Domizia Lucilla               | Domizia Lucilla               | Domizia Lucilla               | Domizia Lucilla               | Domizia Lucilla               |                               |                               |                               |                               |                               |                               | Fundania                      | Fundania                      | Fundania                      | Fundania                      | Fundania                      | Fundania                      |                             |                             | Marco Annio Libone          | Marco Annio Libone          | Marco Annio Libone       | Marco Annio Libone       | Marco Annio Libone             | Marco Annio Libone             |                                |                                | Faustina maggiore              | Faustina maggiore              | Faustina maggiore              | Faustina maggiore              | Faustina maggiore              | Faustina maggiore              |                               |                               |                               |                               |                                          |                                          |                                          |                                          |                                          |                                          |                               |                               |                          |                          | Lucio Elio Cesare         | Lucio Elio Cesare         | Lucio Elio Cesare               | Lucio Elio Cesare               | Lucio Elio Cesare               | Lucio Elio Cesare               |                                 |                                 |                       |                       |                            |                            |                            |                            |                             |                             | Avidia Plauzia              | Avidia Plauzia              | Avidia Plauzia              | Avidia Plauzia              | Avidia Plauzia             | Avidia Plauzia             |                            |                            |                     |                     |  |  |  |  |
| Marco Annio Vero (pretore)       | Marco Annio Vero (pretore)       | Marco Annio Vero (pretore)       | Marco Annio Vero (pretore)       | Marco Annio Vero (pretore)       | Marco Annio Vero (pretore)       |                         |                         | Domizia Lucilla               | Domizia Lucilla               | Domizia Lucilla               | Domizia Lucilla               | Domizia Lucilla               | Domizia Lucilla               |                               |                               |                               |                               |                               |                               | Fundania                      | Fundania                      | Fundania                      | Fundania                      | Fundania                      | Fundania                      |                             |                             |                             | Marco Annio Libone          | Marco Annio Libone       | Marco Annio Libone       | Marco Annio Libone             | Marco Annio Libone             |                                |                                | Faustina maggiore              | Faustina maggiore              | Faustina maggiore              | Faustina maggiore              | Faustina maggiore              | Faustina maggiore              |                               |                               |                               |                               |                                          |                                          |                                          |                                          |                                          |                                          |                               |                               |                          |                          | Lucio Elio Cesare         | Lucio Elio Cesare         | Lucio Elio Cesare               | Lucio Elio Cesare               | Lucio Elio Cesare               | Lucio Elio Cesare               |                                 |                                 |                       |                       |                            |                            |                            |                            |                             |                             | Avidia Plauzia              | Avidia Plauzia              | Avidia Plauzia              | Avidia Plauzia              | Avidia Plauzia             | Avidia Plauzia             |                            |                            |                     |                     |  |  |  |  |
|                                  |                                  |                                  |                                  |                                  |                                  |                         |                         |                               |                               |                               |                               |                               |                               |                               |                               |                               |                               |                               |                               |                               |                               |                               |                               |                               |                               |                             |                             |                             |                             |                          |                          |                                |                                |                                |                                |                                |                                |                                |                                |                                |                                |                               |                               |                               |                               |                                          |                                          |                                          |                                          |                                          |                                          |                               |                               |                          |                          |                           |                           |                                 |                                 |                                 |                                 |                                 |                                 |                       |                       |                            |                            |                            |                            |                             |                             |                             |                             |                             |                             |                            |                            |                            |                            |                     |                     |  |  |  |  |
|                                  |                                  |                                  |                                  |                                  |                                  |                         |                         |                               |                               |                               |                               |                               |                               |                               |                               |                               |                               |                               |                               |                               |                               |                               |                               |                               |                               |                             |                             |                             |                             |                          |                          |                                |                                |                                |                                |                                |                                |                                |                                |                                |                                |                               |                               |                               |                               |                                          |                                          |                                          |                                          |                                          |                                          |                               |                               |                          |                          |                           |                           |                                 |                                 |                                 |                                 |                                 |                                 |                       |                       |                            |                            |                            |                            |                             |                             |                             |                             |                             |                             |                            |                            |                            |                            |                     |                     |  |  |  |  |
| Cornificia                       | Cornificia                       | Cornificia                       | Cornificia                       | Cornificia                       | Cornificia                       |                         |                         | Marco Aurelio (r. 161–180)    | Marco Aurelio (r. 161–180)    | Marco Aurelio (r. 161–180)    | Marco Aurelio (r. 161–180)    | Marco Aurelio (r. 161–180)    | Marco Aurelio (r. 161–180)    |                               |                               |                               |                               | Faustina minore               | Faustina minore               | Faustina minore               | Faustina minore               | Faustina minore               | Faustina minore               |                               |                               | Gaio Cassio Avidio          | Gaio Cassio Avidio          | Gaio Cassio Avidio          | Gaio Cassio Avidio          | Gaio Cassio Avidio       | Gaio Cassio Avidio       |                                |                                |                                |                                | Aurelia Fadilla                | Aurelia Fadilla                | Aurelia Fadilla                | Aurelia Fadilla                | Aurelia Fadilla                | Aurelia Fadilla                |                               |                               | Lucio Vero (r. 161–169) (1)   | Lucio Vero (r. 161–169) (1)   | Lucio Vero (r. 161–169) (1)              | Lucio Vero (r. 161–169) (1)              | Lucio Vero (r. 161–169) (1)              | Lucio Vero (r. 161–169) (1)              |                                          |                                          | Ceionia Fabia                 | Ceionia Fabia                 | Ceionia Fabia            | Ceionia Fabia            | Ceionia Fabia             | Ceionia Fabia             |                                 |                                 | Plauzio Quintillo               | Plauzio Quintillo               | Plauzio Quintillo               | Plauzio Quintillo               | Plauzio Quintillo     | Plauzio Quintillo     |                            |                            | Quinto Servilio Pudente    | Quinto Servilio Pudente    | Quinto Servilio Pudente     | Quinto Servilio Pudente     | Quinto Servilio Pudente     | Quinto Servilio Pudente     |                             |                             | Ceionia Plauzia            | Ceionia Plauzia            | Ceionia Plauzia            | Ceionia Plauzia            | Ceionia Plauzia     | Ceionia Plauzia     |  |  |  |  |
| Cornificia                       | Cornificia                       | Cornificia                       | Cornificia                       | Cornificia                       | Cornificia                       |                         |                         | Marco Aurelio (r. 161–180)    | Marco Aurelio (r. 161–180)    | Marco Aurelio (r. 161–180)    | Marco Aurelio (r. 161–180)    | Marco Aurelio (r. 161–180)    | Marco Aurelio (r. 161–180)    |                               |                               |                               |                               | Faustina minore               | Faustina minore               | Faustina minore               | Faustina minore               | Faustina minore               | Faustina minore               |                               |                               | Gaio Cassio Avidio          | Gaio Cassio Avidio          | Gaio Cassio Avidio          | Gaio Cassio Avidio          | Gaio Cassio Avidio       | Gaio Cassio Avidio       |                                |                                |                                |                                | Aurelia Fadilla                | Aurelia Fadilla                | Aurelia Fadilla                | Aurelia Fadilla                | Aurelia Fadilla                | Aurelia Fadilla                |                               |                               | Lucio Vero (r. 161–169) (1)   | Lucio Vero (r. 161–169) (1)   | Lucio Vero (r. 161–169) (1)              | Lucio Vero (r. 161–169) (1)              | Lucio Vero (r. 161–169) (1)              | Lucio Vero (r. 161–169) (1)              |                                          |                                          | Ceionia Fabia                 | Ceionia Fabia                 | Ceionia Fabia            | Ceionia Fabia            | Ceionia Fabia             | Ceionia Fabia             |                                 |                                 | Plauzio Quintillo               | Plauzio Quintillo               | Plauzio Quintillo               | Plauzio Quintillo               | Plauzio Quintillo     | Plauzio Quintillo     |                            |                            | Quinto Servilio Pudente    | Quinto Servilio Pudente    | Quinto Servilio Pudente     | Quinto Servilio Pudente     | Quinto Servilio Pudente     | Quinto Servilio Pudente     |                             |                             | Ceionia Plauzia            | Ceionia Plauzia            | Ceionia Plauzia            | Ceionia Plauzia            | Ceionia Plauzia     | Ceionia Plauzia     |  |  |  |  |
|                                  |                                  |                                  |                                  |                                  |                                  |                         |                         |                               |                               |                               |                               |                               |                               |                               |                               |                               |                               |                               |                               |                               |                               |                               |                               |                               |                               |                             |                             |                             |                             |                          |                          |                                |                                |                                |                                |                                |                                |                                |                                |                                |                                |                               |                               |                               |                               |                                          |                                          |                                          |                                          |                                          |                                          |                               |                               |                          |                          |                           |                           |                                 |                                 |                                 |                                 |                                 |                                 |                       |                       |                            |                            |                            |                            |                             |                             |                             |                             |                             |                             |                            |                            |                            |                            |                     |                     |  |  |  |  |
|                                  |                                  |                                  |                                  |                                  |                                  |                         |                         |                               |                               |                               |                               |                               |                               |                               |                               |                               |                               |                               |                               |                               |                               |                               |                               |                               |                               |                             |                             |                             |                             |                          |                          |                                |                                |                                |                                |                                |                                |                                |                                |                                |                                |                               |                               |                               |                               |                                          |                                          |                                          |                                          |                                          |                                          |                               |                               |                          |                          |                           |                           |                                 |                                 |                                 |                                 |                                 |                                 |                       |                       |                            |                            |                            |                            |                             |                             |                             |                             |                             |                             |                            |                            |                            |                            |                     |                     |  |  |  |  |
| Annia Cornificia Faustina minore | Annia Cornificia Faustina minore | Annia Cornificia Faustina minore | Annia Cornificia Faustina minore | Annia Cornificia Faustina minore | Annia Cornificia Faustina minore |                         |                         | Marco Petronio Sura Mamertino | Marco Petronio Sura Mamertino | Marco Petronio Sura Mamertino | Marco Petronio Sura Mamertino | Marco Petronio Sura Mamertino | Marco Petronio Sura Mamertino |                               |                               | Commodo (r. 177–192)          | Commodo (r. 177–192)          | Commodo (r. 177–192)          | Commodo (r. 177–192)          | Commodo (r. 177–192)          | Commodo (r. 177–192)          |                               |                               | Fadilla                       | Fadilla                       | Fadilla                     | Fadilla                     | Fadilla                     | Fadilla                     |                          |                          | Marco Annio Vero Cesare        | Marco Annio Vero Cesare        | Marco Annio Vero Cesare        | Marco Annio Vero Cesare        | Marco Annio Vero Cesare        | Marco Annio Vero Cesare        |                                |                                | Tiberio Claudio Pompeiano (2)  | Tiberio Claudio Pompeiano (2)  | Tiberio Claudio Pompeiano (2) | Tiberio Claudio Pompeiano (2) | Tiberio Claudio Pompeiano (2) | Tiberio Claudio Pompeiano (2) |                                          |                                          | Annia Aurelia Galeria Lucilla            | Annia Aurelia Galeria Lucilla            | Annia Aurelia Galeria Lucilla            | Annia Aurelia Galeria Lucilla            | Annia Aurelia Galeria Lucilla | Annia Aurelia Galeria Lucilla |                          |                          |                           |                           | Marco Peduceo Plauzio Quintillo | Marco Peduceo Plauzio Quintillo | Marco Peduceo Plauzio Quintillo | Marco Peduceo Plauzio Quintillo | Marco Peduceo Plauzio Quintillo | Marco Peduceo Plauzio Quintillo |                       |                       | Giunio Licinio Balbo padre | Giunio Licinio Balbo padre | Giunio Licinio Balbo padre | Giunio Licinio Balbo padre | Giunio Licinio Balbo padre  | Giunio Licinio Balbo padre  |                             |                             | Servilia Ceionia            | Servilia Ceionia            | Servilia Ceionia           | Servilia Ceionia           | Servilia Ceionia           | Servilia Ceionia           |                     |                     |  |  |  |  |
| Annia Cornificia Faustina minore | Annia Cornificia Faustina minore | Annia Cornificia Faustina minore | Annia Cornificia Faustina minore | Annia Cornificia Faustina minore | Annia Cornificia Faustina minore |                         |                         | Marco Petronio Sura Mamertino | Marco Petronio Sura Mamertino | Marco Petronio Sura Mamertino | Marco Petronio Sura Mamertino | Marco Petronio Sura Mamertino | Marco Petronio Sura Mamertino |                               |                               |                               | Commodo (r. 177–192)          | Commodo (r. 177–192)          | Commodo (r. 177–192)          | Commodo (r. 177–192)          | Commodo (r. 177–192)          |                               |                               | Fadilla                       | Fadilla                       | Fadilla                     | Fadilla                     | Fadilla                     | Fadilla                     |                          |                          | Marco Annio Vero Cesare        | Marco Annio Vero Cesare        | Marco Annio Vero Cesare        | Marco Annio Vero Cesare        | Marco Annio Vero Cesare        | Marco Annio Vero Cesare        |                                |                                | Tiberio Claudio Pompeiano (2)  | Tiberio Claudio Pompeiano (2)  | Tiberio Claudio Pompeiano (2) | Tiberio Claudio Pompeiano (2) | Tiberio Claudio Pompeiano (2) | Tiberio Claudio Pompeiano (2) |                                          |                                          | Annia Aurelia Galeria Lucilla            | Annia Aurelia Galeria Lucilla            | Annia Aurelia Galeria Lucilla            | Annia Aurelia Galeria Lucilla            | Annia Aurelia Galeria Lucilla | Annia Aurelia Galeria Lucilla |                          |                          |                           |                           | Marco Peduceo Plauzio Quintillo | Marco Peduceo Plauzio Quintillo | Marco Peduceo Plauzio Quintillo | Marco Peduceo Plauzio Quintillo | Marco Peduceo Plauzio Quintillo | Marco Peduceo Plauzio Quintillo |                       |                       | Giunio Licinio Balbo padre | Giunio Licinio Balbo padre | Giunio Licinio Balbo padre | Giunio Licinio Balbo padre | Giunio Licinio Balbo padre  | Giunio Licinio Balbo padre  |                             |                             | Servilia Ceionia            | Servilia Ceionia            | Servilia Ceionia           | Servilia Ceionia           | Servilia Ceionia           | Servilia Ceionia           |                     |                     |  |  |  |  |
|                                  |                                  |                                  |                                  |                                  |                                  |                         |                         |                               |                               |                               |                               |                               |                               |                               |                               |                               |                               |                               |                               |                               |                               |                               |                               |                               |                               |                             |                             |                             |                             |                          |                          |                                |                                |                                |                                |                                |                                |                                |                                |                                |                                |                               |                               |                               |                               |                                          |                                          |                                          |                                          |                                          |                                          |                               |                               |                          |                          |                           |                           |                                 |                                 |                                 |                                 |                                 |                                 |                       |                       |                            |                            |                            |                            |                             |                             |                             |                             |                             |                             |                            |                            |                            |                            |                     |                     |  |  |  |  |
|                                  |                                  |                                  |                                  |                                  |                                  |                         |                         |                               |                               |                               |                               |                               |                               |                               |                               |                               |                               |                               |                               |                               |                               |                               |                               |                               |                               |                             |                             |                             |                             |                          |                          |                                |                                |                                |                                |                                |                                |                                |                                |                                |                                |                               |                               |                               |                               |                                          |                                          |                                          |                                          |                                          |                                          |                               |                               |                          |                          |                           |                           |                                 |                                 |                                 |                                 |                                 |                                 |                       |                       |                            |                            |                            |                            |                             |                             |                             |                             |                             |                             |                            |                            |                            |                            |                     |                     |  |  |  |  |
|                                  |                                  |                                  |                                  | Petronio Antonino                | Petronio Antonino                | Petronio Antonino       | Petronio Antonino       | Petronio Antonino             | Petronio Antonino             |                               |                               | L. Aurelius Agaclytus (2)     | L. Aurelius Agaclytus (2)     | L. Aurelius Agaclytus (2)     | L. Aurelius Agaclytus (2)     | L. Aurelius Agaclytus (2)     | L. Aurelius Agaclytus (2)     |                               |                               | Vibia Sabina Aurelia          | Vibia Sabina Aurelia          | Vibia Sabina Aurelia          | Vibia Sabina Aurelia          | Vibia Sabina Aurelia          | Vibia Sabina Aurelia          |                             |                             | Lucio Antistio Burro (1)    | Lucio Antistio Burro (1)    | Lucio Antistio Burro (1) | Lucio Antistio Burro (1) | Lucio Antistio Burro (1)       | Lucio Antistio Burro (1)       |                                |                                | Plauzio Quintillo              | Plauzio Quintillo              | Plauzio Quintillo              | Plauzio Quintillo              | Plauzio Quintillo              | Plauzio Quintillo              |                               |                               | Plauzia Servilla              | Plauzia Servilla              | Plauzia Servilla                         | Plauzia Servilla                         | Plauzia Servilla                         | Plauzia Servilla                         |                                          |                                          |                               |                               | Timesiteo                | Timesiteo                | Timesiteo                 | Timesiteo                 | Timesiteo                       | Timesiteo                       |                                 |                                 | Antonia Gordiana                | Antonia Gordiana                | Antonia Gordiana      | Antonia Gordiana      | Antonia Gordiana           | Antonia Gordiana           |                            |                            | Giunio Licinio Balbo figlio | Giunio Licinio Balbo figlio | Giunio Licinio Balbo figlio | Giunio Licinio Balbo figlio | Giunio Licinio Balbo figlio | Giunio Licinio Balbo figlio |                            |                            |                            |                            |                     |                     |  |  |  |  |
|                                  |                                  |                                  |                                  | Petronio Antonino                | Petronio Antonino                | Petronio Antonino       | Petronio Antonino       | Petronio Antonino             | Petronio Antonino             |                               |                               | L. Aurelius Agaclytus (2)     | L. Aurelius Agaclytus (2)     | L. Aurelius Agaclytus (2)     | L. Aurelius Agaclytus (2)     | L. Aurelius Agaclytus (2)     | L. Aurelius Agaclytus (2)     |                               |                               | Vibia Sabina Aurelia          | Vibia Sabina Aurelia          | Vibia Sabina Aurelia          | Vibia Sabina Aurelia          | Vibia Sabina Aurelia          | Vibia Sabina Aurelia          |                             |                             | Lucio Antistio Burro (1)    | Lucio Antistio Burro (1)    | Lucio Antistio Burro (1) | Lucio Antistio Burro (1) | Lucio Antistio Burro (1)       | Lucio Antistio Burro (1)       |                                |                                | Plauzio Quintillo              | Plauzio Quintillo              | Plauzio Quintillo              | Plauzio Quintillo              | Plauzio Quintillo              | Plauzio Quintillo              |                               |                               | Plauzia Servilla              | Plauzia Servilla              | Plauzia Servilla                         | Plauzia Servilla                         | Plauzia Servilla                         | Plauzia Servilla                         |                                          |                                          |                               |                               | Timesiteo                | Timesiteo                | Timesiteo                 | Timesiteo                 | Timesiteo                       | Timesiteo                       |                                 |                                 | Antonia Gordiana                | Antonia Gordiana                | Antonia Gordiana      | Antonia Gordiana      | Antonia Gordiana           | Antonia Gordiana           |                            |                            | Giunio Licinio Balbo figlio | Giunio Licinio Balbo figlio | Giunio Licinio Balbo figlio | Giunio Licinio Balbo figlio | Giunio Licinio Balbo figlio | Giunio Licinio Balbo figlio |                            |                            |                            |                            |                     |                     |  |  |  |  |
|                                  |                                  |                                  |                                  |                                  |                                  |                         |                         |                               |                               |                               |                               |                               |                               |                               |                               |                               |                               |                               |                               |                               |                               |                               |                               |                               |                               |                             |                             |                             |                             |                          |                          |                                |                                |                                |                                |                                |                                |                                |                                |                                |                                |                               |                               |                               |                               |                                          |                                          |                                          |                                          |                                          |                                          |                               |                               |                          |                          |                           |                           |                                 |                                 |                                 |                                 |                                 |                                 |                       |                       |                            |                            |                            |                            |                             |                             |                             |                             |                             |                             |                            |                            |                            |                            |                     |                     |  |  |  |  |
|                                  |                                  |                                  |                                  |                                  |                                  |                         |                         |                               |                               |                               |                               |                               |                               |                               |                               |                               |                               |                               |                               |                               |                               |                               |                               |                               |                               |                             |                             |                             |                             |                          |                          |                                |                                |                                |                                |                                |                                |                                |                                |                                |                                |                               |                               |                               |                               |                                          |                                          |                                          |                                          |                                          |                                          |                               |                               |                          |                          |                           |                           |                                 |                                 |                                 |                                 |                                 |                                 |                       |                       |                            |                            |                            |                            |                             |                             |                             |                             |                             |                             |                            |                            |                            |                            |                     |                     |  |  |  |  |
|                                  |                                  |                                  |                                  |                                  |                                  |                         |                         |                               |                               |                               |                               |                               |                               |                               |                               |                               |                               |                               |                               |                               |                               |                               |                               |                               |                               |                             |                             |                             |                             |                          |                          |                                |                                |                                |                                |                                |                                |                                |                                |                                |                                |                               |                               |                               |                               |                                          |                                          |                                          |                                          |                                          |                                          |                               |                               |                          |                          | Furia Sabina Tranquillina | Furia Sabina Tranquillina | Furia Sabina Tranquillina       | Furia Sabina Tranquillina       | Furia Sabina Tranquillina       | Furia Sabina Tranquillina       |                                 |                                 |                       |                       | Gordiano III (r. 238-244)  | Gordiano III (r. 238-244)  | Gordiano III (r. 238-244)  | Gordiano III (r. 238-244)  | Gordiano III (r. 238-244)   | Gordiano III (r. 238-244)   |                             |                             |                             |                             |                            |                            |                            |                            |                     |                     |  |  |  |  |
|                                  |                                  |                                  |                                  |                                  |                                  |                         |                         |                               |                               |                               |                               |                               |                               |                               |                               |                               |                               |                               |                               |                               |                               |                               |                               |                               |                               |                             |                             |                             |                             |                          |                          |                                |                                |                                |                                |                                |                                |                                |                                |                                |                                |                               |                               |                               |                               |                                          |                                          |                                          |                                          |                                          |                                          |                               |                               |                          |                          | Furia Sabina Tranquillina | Furia Sabina Tranquillina | Furia Sabina Tranquillina       | Furia Sabina Tranquillina       | Furia Sabina Tranquillina       | Furia Sabina Tranquillina       |                                 |                                 |                       |                       | Gordiano III (r. 238-244)  | Gordiano III (r. 238-244)  | Gordiano III (r. 238-244)  | Gordiano III (r. 238-244)  | Gordiano III (r. 238-244)   | Gordiano III (r. 238-244)   |                             |                             |                             |                             |                            |                            |                            |                            |                     |                     |  |  |  |  |